# Australia
L'Australia (AFI: /auˈstralja/; in inglese britannico AFI: [ɒˈstreɪlɪə], in inglese australiano AFI: [əˈstɹæɪljə]), ufficialmente Commonwealth dell'Australia, è uno Stato dell'Oceania. È il sesto paese del mondo per estensione (7688287 km², in gran parte desertici) e il più grande del continente (sebbene molti paesi, e specialmente quelli di lingua inglese, la considerino una massa territoriale a sé, costituendo propriamente la parte di terraferma dell’Oceania e risultando così uno “stato-continente”). Ha una popolazione di oltre 25 milioni di abitanti, quasi interamente residenti sulle coste.
Il Paese si trova nell'emisfero australe, circondato dall'Oceano Indiano a ovest e sud, e dal Pacifico a est. È formata dal Mainland ossia la parte continentale o l'isola principale, la Tasmania e altre isole minori dette Terre remote, quali le Isole Cocos e Keeling, l'Isola di Natale, l'Isola Norfolk, l'Isola di Lord Howe, l'Isola Macquarie (ritenuta parte della Tasmania) e l'isola Heard. Canberra reclama anche il Territorio Antartico Australiano con le sue basi.
Dal punto di vista politico l'Australia è una monarchia costituzionale federale. Il capo dello stato è il Re d'Australia Carlo III (anche Re del Regno Unito di Gran Bretagna e Irlanda del Nord), rappresentato da un governatore generale, ed il capo del governo è il Primo ministro. La capitale è Canberra, ma la città più popolosa è Sydney, seguita da Melbourne, Brisbane, Perth, Adelaide e Darwin. Popolata dagli aborigeni per più di 40 000 anni, è stata colonizzata dal Regno Unito a partire dal XVIII secolo. Gli australiani, che chiamano sé stessi aussies, sono un popolo multietnico, annoverando non solo aborigeni ed europei, ma anche asiatici e americani.
Secondo alcune fonti, l'Australia e la Nuova Zelanda sono riunite sotto il termine di Australasia, che però ha anche altre accezioni: l'insieme delle isole comprese fra l'Asia e l'Australia (dunque anche l'Indonesia), oppure, secondo l'uso inglese, Nuova Guinea, Australia, Nuova Zelanda e isole minori, o ancora, sempre secondo un uso francese e inglese più datato, l'insieme di isole della Sonda, Filippine, Molucche, Australia, Melanesia, Micronesia e Polinesia; infine, il termine è a volte usato come sinonimo di Insulindia o di Indonesia; queste ultime due accezioni corrispondono all'etimologia del termine, che significa "Asia del Sud".

## Etimologia del nome

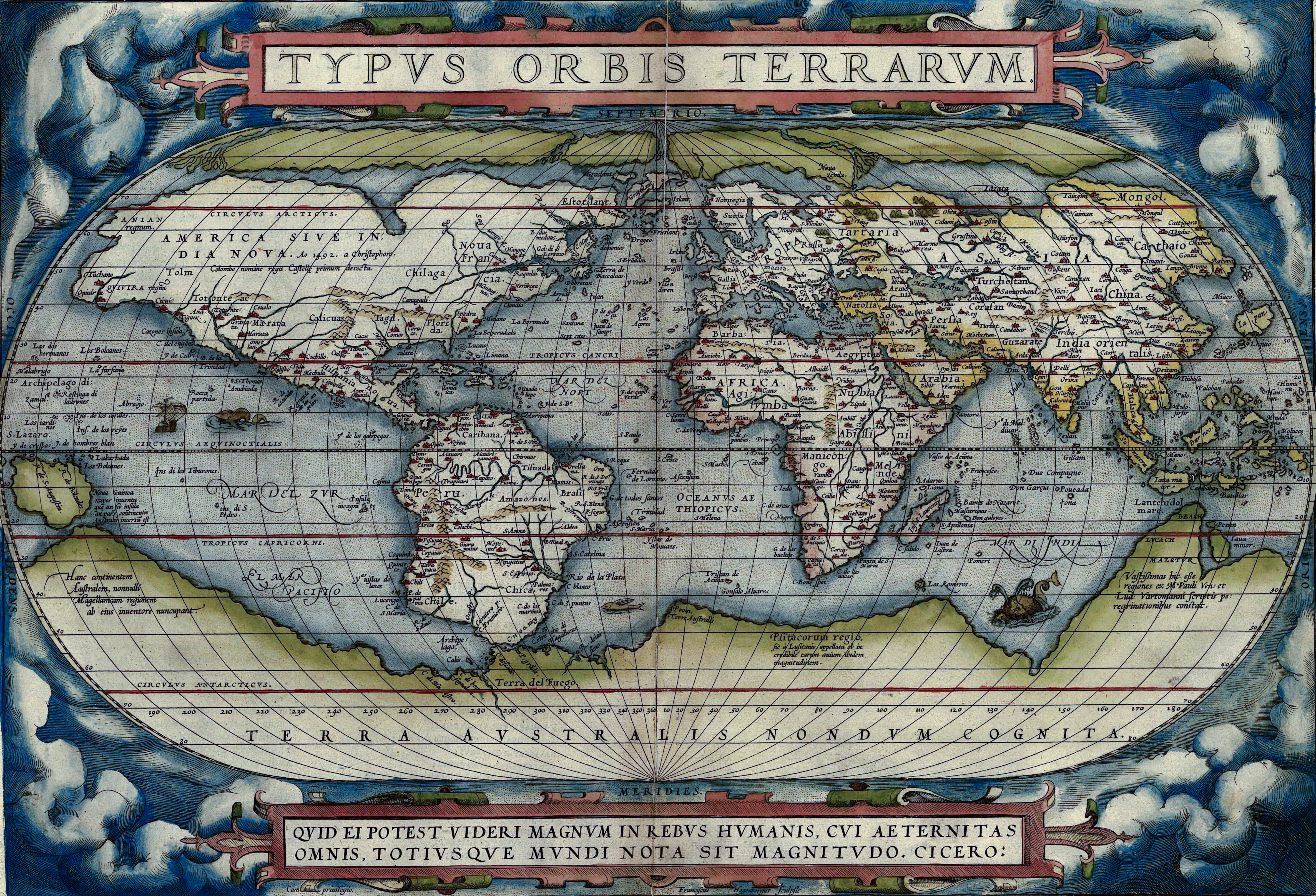
Mappamondo di Ortelio del 1570

Nei secoli passati il nome fu assegnato in relazione all'espressione latina "terra australis incognita" (= terra meridionale sconosciuta) che indicava un immaginario continente occupante quasi tutto l'emisfero australe, cioè "a sud" dell'equatore terrestre; tale nome deriva dal latino australis, e cioè meridionale, a sua volta dal greco αυστηρός, e cioè austero, severo, rigoroso, aspro, secco, perché anticamente il nome indicava l'ostro o austro, un vento caldo che, tuttora, nel Mar Mediterraneo, spira da sud (in Italia viene anche chiamato impropriamente con i nomi di libeccio e di scirocco). Il nome del vento a sua volta deriverebbe dalla radice indoeuropea aus-, cioè bruciare, disseccare, da cui derivano anche i termini aurora e austero, e non è da confondersi con il nome "Austria", che invece sta a indicare più una traslitterazione del germanico Öster, orientale, da Ost = est.

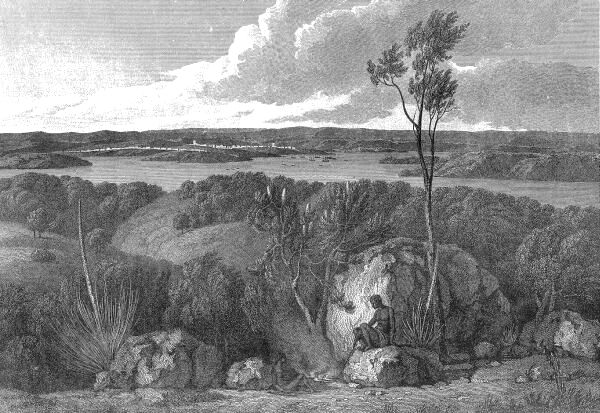
Disegno dove è rappresentato Port Jackson (il sito dove sorgerà Sydney) prima dell'arrivo degli europei, visto dal South Head (da A Voyage around Terra Australis)

La parola latina Australia venne poi usata per la prima volta in lingua inglese nel "A note of Australia of the Espiritu Santo, written by Master Hakluyt" edita da Samuel Purchas nel 1625 nell'Hakluyt Posthumus.

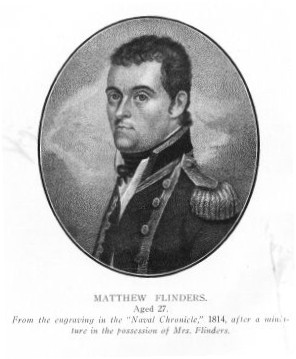
Ritratto di Matthew Flinders, il primo esploratore britannico ad aver circumnavigato l'Australia

L'aggettivo olandese Australische fu usato dagli ufficiali della Compagnia olandese delle Indie orientali in Batavia per indicare le terre meridionali appena visitate nel 1638. La parola Australia è stata usata nella traduzione inglese del 1693 del romanzo francese di Gabriel de Foigny (che usò lo pseudonimo Jacques Sadeur) Les Aventures de Jacques Sadeur dans la Découverte et le Voyage de la Terre Australe del 1676. Alexander Dalrymple usò il termine nel suo An Historical Collection of Voyages and Discoveries in the South Pacific Ocean (1771), per riferirsi a tutte le regioni del Pacifico Meridionale. Nel 1793 George Shaw e Sir James Edward Smith pubblicarono Zoology and Botany of New Holland, dove essi parlarono della "vasta isola, oppure continente, d'Australia, o Australasia o Nuova Olanda".
Il nome Australia fu reso popolare dalla pubblicazione della relazione dei viaggi di Matthew Flinders A Voyage around Terra Australis ("Viaggio attorno alla Terra Australis"), uscita a Londra nel 1814. Il viaggio dell'esploratore britannico fu la prima circumnavigazione documentata dell'Australia. Benché il titolo riflettesse il nome usato dall'Ammiragliato, Flinders usò spesso nella sua relazione la parola Australia, cosicché questa, per l'enorme successo avuto dal libro, divenne il nome con cui era comunemente indicata la Terra Australis. Il Governatore del Nuovo Galles del Sud Lachlan Macquarie, visto il successo avuto dal nuovo nome, suggerì il 12 dicembre 1817, alla Segreteria di Stato per le Colonie (o Ministero delle Colonie, meglio noto come Colonial Office), di ribattezzare la colonia "Australia". Nel 1824 l'Ammiragliato acconsentì e mutò ufficialmente la denominazione in Australia.

## Storia

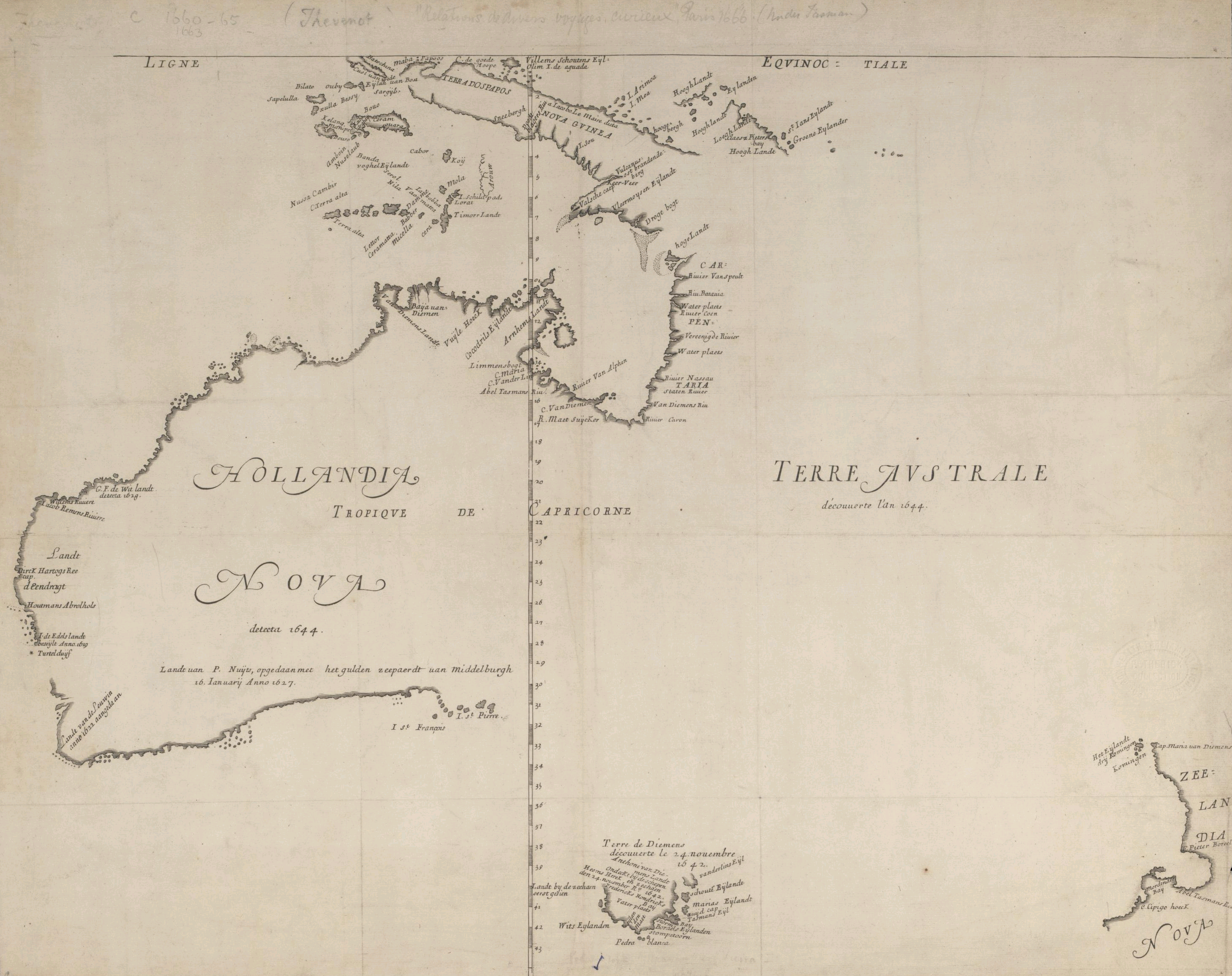
Disegno eseguito da Joan Blaeu nel 1659, basandosi sui viaggi di Abel Tasman e Willem Janszoon; l'immagine è tratta da un'edizione francese del viaggio dei due esploratori del 1663

L'Australia è abitata da circa 60 000 anni, da quando i progenitori degli aborigeni australiani arrivarono dall'odierno Sud-est asiatico approfittando dei ponti di terra createsi durante l'era glaciale. Seguirono i Torres Strait Islanders circa 4 000 anni fa. Nonostante non sia stata visitata dagli europei fino al XVII secolo, già gli antichi Greci e Romani avevano immaginato l'esistenza di una terra al di sotto dell'Europa, la cosiddetta Terra Australis ("terra meridionale"), da cui è in seguito derivato il nome "Australia".
Il primo europeo a mettere piede sul "nuovissimo continente" fu nel 1606 il navigatore olandese Willem Janszoon. Per 150 anni, dopo la colonizzazione, la popolazione indigena diminuì costantemente, principalmente a causa di malattie infettive e di migliaia che perirono a causa del conflitto di frontiera con i coloni. Una politica del governo di "assimilazione" portò anche alla rimozione di molti bambini aborigeni dalle loro famiglie e dalle comunità aborigene: un altro fattore che contribuì al declino della popolazione indigena. Oggi il 3,8% della popolazione australiana è di etnia aborigena, con un totale di 984 000 persone.
Nel 1770, dopo l'arrivo dell'allora tenente di marina del Regno Unito James Cook, i due terzi orientali del paese furono reclamati dal Regno Unito, che li utilizzò per impiantarvi delle colonie penali, reclamandone il resto nel 1829. Si stima che nel 1788 le popolazioni autoctone contassero tra i 750 000 e un milione di abitanti. La colonizzazione dell'Australia fu così letale da essere spesso considerata un genocidio. La maggior parte degli Stati che più tardi si federarono formando l'Australia non sono comunque nati come colonie penali.
Il 1º gennaio 1901 nacque il Commonwealth of Australia (federazione d'Australia), come Dominion nell'ambito dell'Impero britannico. L'Australia era ormai indipendente, anche se gli ultimi legami legali con il Regno Unito non furono recisi fino al 1986.
Nel 1999 la popolazione è stata chiamata a votare su un referendum per modificare la forma di Stato dell'Australia in una repubblica, con un presidente a sostituire la regina come capo dello Stato, ma il quesito è stato respinto. Malcolm Turnbull aveva intenzione di proporne un altro, che desiderava fosse effettuato alla morte o all'abdicazione di Elisabetta II del Regno Unito, in quanto era sua intenzione rimanere nel Commonwealth ma non esserne un reame. Le stesse intenzioni sono state manifestate anche dalla vicina Nuova Zelanda e dal Canada, seppure le popolazioni di tutti e tre i reami del Commonwealth si esprimano ancora in maggioranza favorevoli alla monarchia.
Nel 2007 l'Australia è stata rappresentata da contingenti militari sia in Iraq sia in Afghanistan, in linea con il blocco occidentale di riferimento. La sua collocazione geografica pone tuttavia il Paese a stretto contatto con i problemi del Sud-est asiatico, e in particolar modo delle isole del Pacifico. Cina e Giappone, che completano l'elenco delle maggiori potenze della regione, non sono coordinate tra loro e neppure gradite ai Paesi più piccoli. L'Australia si è così trovata più volte a intervenire nel 2006 per le turbolenze politiche di Timor Est e delle Isole Salomone e, precedentemente, di Nauru, Vanuatu e Papua Nuova Guinea.

## Geografia

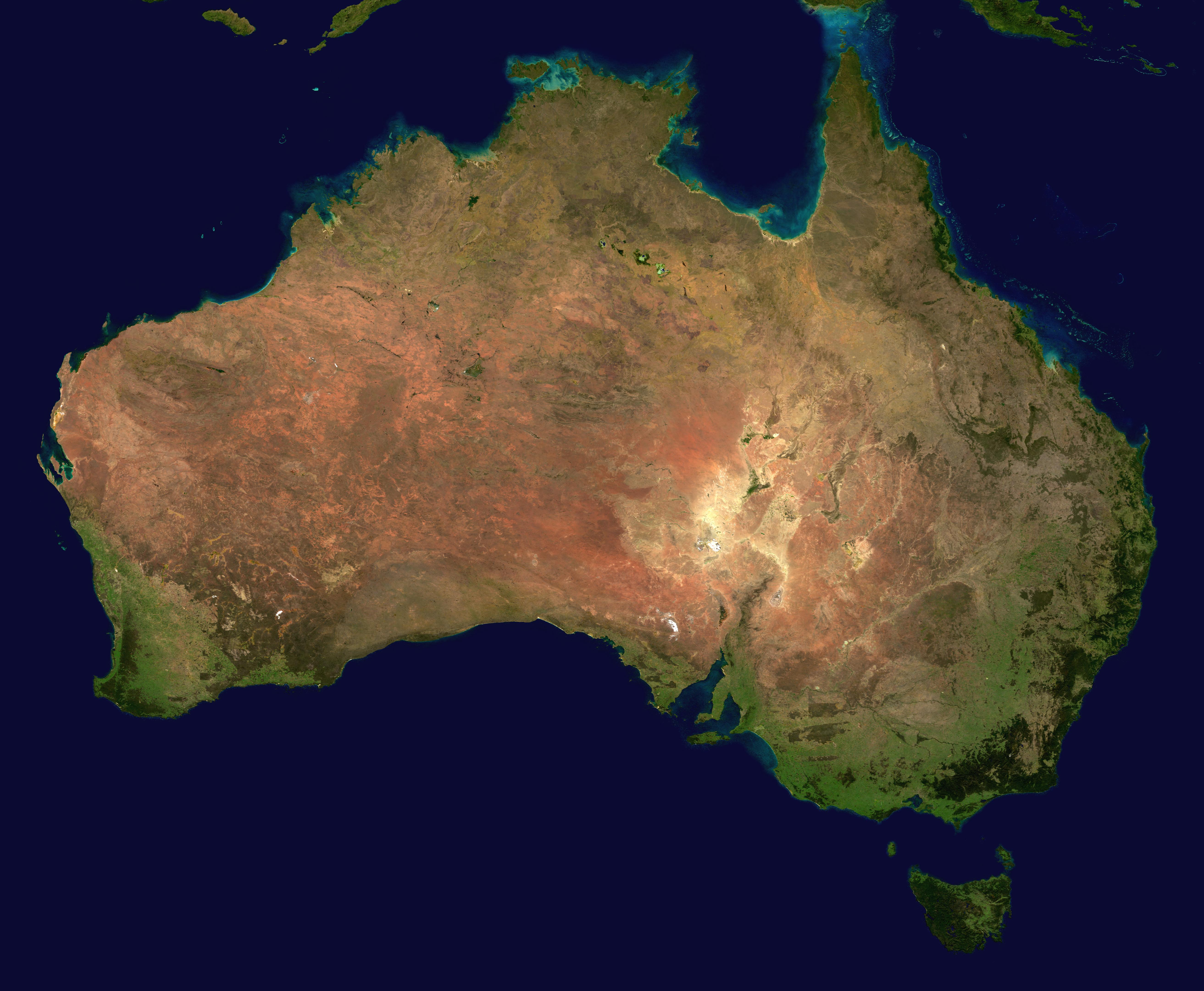
L'Australia vista dal satellite

L'Australia è circondata completamente dall'oceano. In particolare è bagnata a ovest dall'Oceano Indiano, a nord dal Mar di Timor e dal Mar degli Alfuri, dall'Oceano Pacifico a est e dal Mar dei Coralli nel nord-est, mentre a sud dalla Grande Baia Australiana e a sud-est dal Mar di Tasman. Al nord, la Terra di Arnhem e la penisola di Capo York formano il golfo di Carpentaria. La superficie del Mainland è di 7617930 km²; la nazione geologicamente fa parte della placca australiana. I litorali australiani, escludendo le isole, hanno una lunghezza complessiva di 34218 km. Il paese rivendica inoltre un'area d'intervento economico esclusiva di 8148250 km², che non include il Territorio Antartico Australiano. È importante ricordare che l'Australia non costituisce un continente, come molti credono, a sé stante, anche se costituisce da sola circa il 90% di tutta l'Oceania.

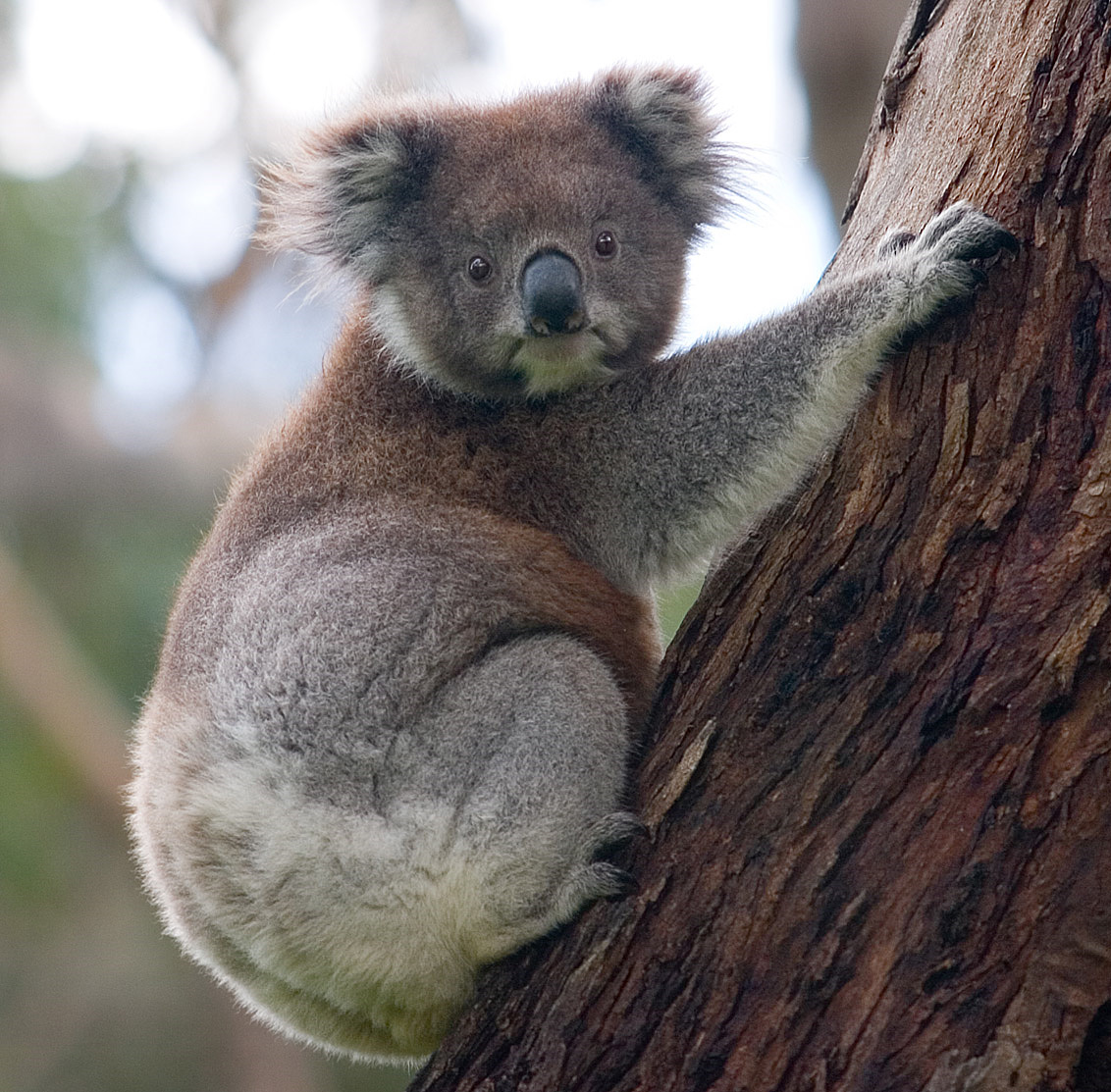
Il koala assieme al canguro è una "icona" dell'Australia

L'Australia è definita da alcuni studiosi "continente fossile": ciò è dovuto al fatto che la maggior parte delle sue rocce si sono formate nel Precambriano (il primo eone). Il paese è per lo più pianeggiante e ha un suolo prevalentemente arido. Solo le regioni sud-orientali e sud-occidentali presentano un clima temperato: in forza di tale situazione la popolazione australiana si concentra negli Stati del Sud-est. Il Nord, caratterizzato da un clima tropicale, presenta un paesaggio costituito da foreste pluviali, paludi di mangrovie, praterie e boschi di altre specie arboree. Climaticamente influiscono anche le correnti oceaniche, soprattutto El Niño, correlato alle periodiche siccità. La bassa pressione stagionale determina rovesci ciclonici soprattutto nel Nord del paese.
Il bioma australiano è caratterizzato da specie sia vegetali sia animali endemiche. Questa particolarità floro-faunistica è messa in serio pericolo dall'introduzione di specie alloctone da parte dell'uomo. Per questo motivo il parlamento federale ha approvato una legge che protegge il particolare ecosistema australiano.
Numerose aree protette sono state create nell'ambito di un progetto per la tutela delle biodiversità attuato da diversi paesi nel mondo. Sessantaquattro siti (soprattutto paludi) sono stati sottoposti a una particolare tutela in ossequio della Convenzione di Ramsar sottoscritta dall'Australia, mentre altri sedici siti sono stati proclamati Patrimonio dell'umanità dall'UNESCO. L'Australia, grazie al suo impegno in campo ambientale, è stata inserita al 16º posto nell'Environmental Sustainability Index.
La maggior parte delle piante australiane sono sempreverdi, e molte sono xerofile (eucalipti e acacie). Nel paese sono presenti molte piante leguminose endemiche, che crescono in terreni poveri di sostanze nutrienti, in virtù della loro simbiosi con i batteri Rhizobia e con i funghi micorrizici. Molto nota è invece la fauna australiana con i monotremi (ordine a cui appartiene l'ornitorinco), i marsupiali (canguri, koala e i vombati), i coccodrilli d'acqua dolce (Crocodylus johnsoni), d'acqua salata (Crocodylus porosus) e uccelli come l'emù e il kookaburra. L'Australia è anche il paese dei serpenti più velenosi al mondo. Il dingo fu introdotto dagli austronesiani, genti che commerciarono con gli aborigeni australiani intorno al 3000 a.C.

### Morfologia
Le rocce dell'Australia si formarono per lo più durante il Precambriano (all'incirca tra i 3 miliardi e i 600 milioni di anni fa), quando la Terra era priva di ossigeno allo stato gassoso. Queste formazioni rocciose sono state appiattite dall'erosione degli agenti atmosferici, e formano lo scudo australiano. Per lo più occupato da deserti, lo scudo si estende dall'Australia centrale e occidentale al golfo di Carpentaria e al Mar degli Alfuri, per riemergere nel Sud della Nuova Guinea.
Nell'area nota come Blocco di Hamersley e nel Blocco di Kimberly, le rocce più antiche affiorano alla superficie, altrove sono coperte da terreni di formazione più recente.
Le formazioni precambriane contengono: oro, piombo, uranio e qualche deposito di petrolio.

#### Australia orientale

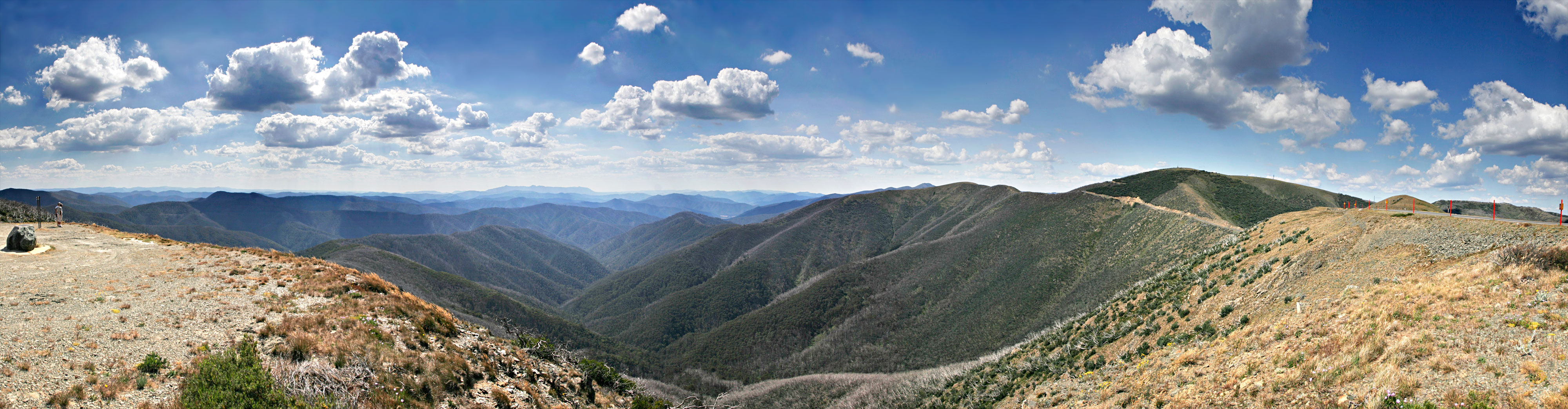
Veduta delle Alpi Australiane

Il territorio australiano orientale è in gran parte arido e pianeggiante,
L'altitudine media è di 274 m. I rilievi montuosi si concentrano per lo più nella parte del Paese dove si alza la Grande Catena Divisoria (altitudine media: 1200 m) che taglia l'Australia da nord-est a sud-est. All'interno della Catena, che si allunga per 3500 km, si trovano diversi raggruppamenti minori come la New England Range, le Blue Mountains, le Alpi australiane, che comprendono a loro volta i Monti Nevosi (Snowy mountains in inglese). Di questa sotto-catena, all'interno di una vasta area naturale protetta, fa parte il Monte Kosciuszko (2228 m), la cima più alta del Mainland. Va detto, però, che il monte più alto all'interno del territorio nazionale è il Mawson Peak (2745 m), sull'isola di Heard, nei Mari Antartici.

#### Australia occidentale
La sezione occidentale dell'Australia è invece occupata dal grande scudo australiano, una formazione geologica di epoca antichissima ricoperta in buona parte da aree desertiche: qui si trovano parte del Deserto di Simpson, il Gran Deserto Australiano (Deserto di Gibson, Gran Deserto Victoria e Gran Deserto Sabbioso). La regione della Piana di Nullarbor è invece un altopiano carsico, privo di alberi (da qui il nome: "senza alberi" in latino nulla arbor). Poche le cime di rilievo: il monte Meharry (1251 m), il monte Ord (947 m) e il monte Cooke (582 m).
Il Monte Augustus, nell'Australia Occidentale, è il più grande monolito al mondo.

#### Australia centrale

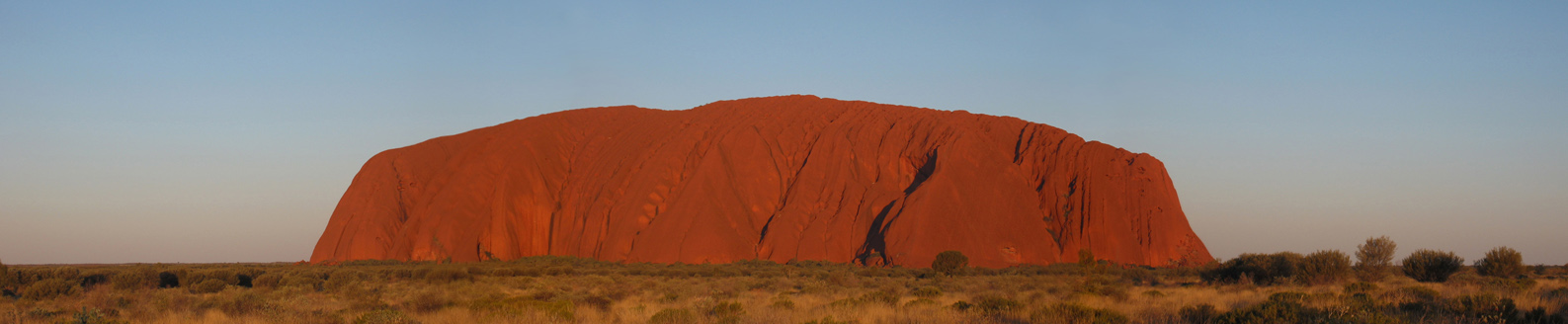
Una foto di Uluṟu scattata al tramonto

Il Grande Bacino Artesiano è una vasta depressione dove si trovano le pianure più fertili dell'Australia, come la pianura del golfo di Carpentaria e i bacini del lago Eyre e del fiume Murray.
Nell'Australia centrale si trova un simbolo del paese stesso nonché - da sempre - oggetto di altissima venerazione della popolazione aborigena: il masso Uluru, che ne è il nome originale e quindi più legittimo. Esso è noto anche come Ayers' Rock, cioè - in inglese - "la roccia di Ayers". Questo nome, attribuitole nel 1873 dall'esploratore-fotografo William Gosse, primo fra gli europei a scoprirla, intende onorare Sir Henry Ayers, che copriva la carica di Capo Segretario dell'allora colonia dell'Australia Meridionale entro il cui territorio Uluru appunto si trova.

#### Coste
Il profilo costiero dell'Australia è molto vario: soprattutto la linea settentrionale e quella sud-orientale sono costellate da numerose insenature, da penisole e da isole minori. Infatti, vi sono numerose parti di costa frastagliate e a strapiombo sul mare, mentre altre sono completamente collinari.

#### Orografia
A est si allunga la regione montuosa orientale, che raggiunge i 2228 m con il monte Kosciuszko nelle Alpi Australiane. Nel Centro-est si trova l'ampio Bassopiano Centrale, formato da pianure e da territori situati sotto il livello del mare. I monti principali sono il Monte Bruce (1236 m), i Monti MacDonnell (1510 m), il Monte Bartle (1661 m), il New England Range (1615 m) e il Monte Ossa (1617 m).

### Idrografia
L'Australia è una terra in buona parte arida e desertica e soggetta a una forte evaporazione a causa della sua posizione sul tropico del Capricorno.
Uno dei "monumenti" dell'Australia, la grande barriera corallina è la più grande formazione di corallo del mondo. Essa si srotola lungo la costa orientale del Queensland per oltre 2000 km, costituendo una barriera naturale di inestimabile valore naturalistico.

#### Fiumi
La Grande Catena Divisoria costituisce uno spartiacque idrografico fra Est e Ovest. I principali fiumi diretti verso l'Oceano Pacifico sono il Burdekin, il Fitzroy e l'Hunter. Il fiume più importante è il Murray, che segna parte del confine tra Nuovo Galles del Sud e Victoria. Il fiume è alimentato dalle nevi del monte Kosciuszko e da importanti affluenti quali il Darling e il Murrumbidgee, insieme con i quali forma il principale sistema idrografico dell'Australia (Murray-Darling). Il Victoria, il Daly e il Roper sono fra i maggiori fiumi del Territorio del Nord. Il Queensland è attraversato da numerosi fiumi, che sfociano nel golfo di Carpentaria; si ricordano il Flinders, il Gilbert e il Leichhardt.
Molti fiumi sono stati sbarrati da dighe e chiuse per il rifornimento idrico delle città e delle campagne.

#### Laghi

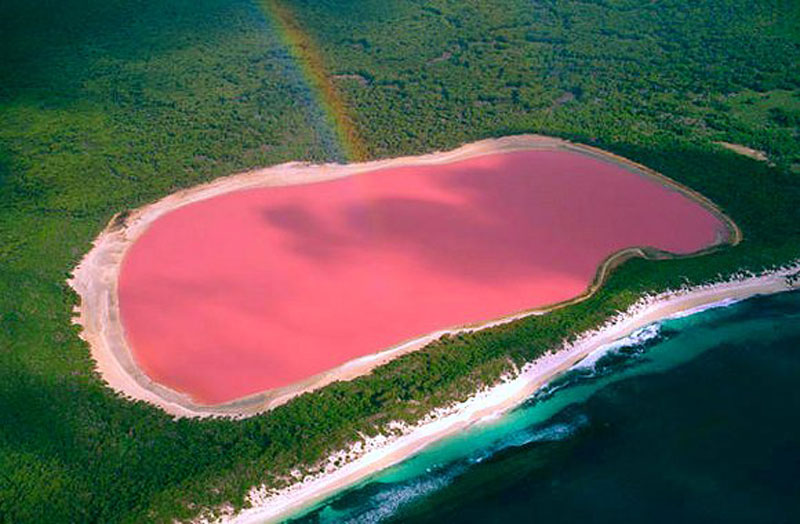
Il lago Hillier: uno dei laghi rosa presenti in Australia

I laghi, per lo più salati, si concentrano nel Sud-ovest del Paese; tra i principali si ricordano: il lago Eyre, il lago Torrens, il lago Frome, il lago Gairdner; in estate questi laghi si trasformano in paludi. Sono presenti diversi laghi salati di colore rosa, emblematico è il lago Hillier situato nel Sud dell'Australia Occidentale. Il principale lago d'acqua dolce è il lago Argyle; esso è un invaso artificiale e i lavori per realizzarlo durarono oltre dodici anni. Il lago fu realizzato per favorire l'irrigazione della regione del Kimberley Plateau.

### Effetti del riscaldamento globale
Il riscaldamento globale ha portato a un aumento dei rischi di incendi boschivi. Già al di sotto di 1 grado di riscaldamento, la stagione degli incendi boschivi si espande "con grande fiducia". Questo effetto può essere osservato in Australia. Il rapporto sul clima dell'Ufficio australiano di meteorologia e dell'organizzazione di ricerca CSIRO mostra un aumento significativo del rischio di incendi negli ultimi decenni. Il rapporto riassume questo come segue: "I cambiamenti climatici, comprese le temperature in aumento, stanno contribuendo a questi cambiamenti." Gli incendi boschivi in Australia nel 2019 hanno bruciato un'area record di circa un milione di ettari. Ciò corrisponde a un quarto dell'area della Svizzera. Diverse centinaia di case sono state vittime delle fiamme.

## Società

### Popolazione
Il 3,8% degli australiani è indigeno (aborigeni australiani e abitanti delle Isole dello Stretto di Torres). Il 90% discende dagli europei (il 22,5% dai colonizzatori inglesi), tra cui molti immigrati irlandesi, tedeschi, greci e italiani. L'8% è invece di origine asiatica, soprattutto la nuova generazione di immigrati provenienti dal Sudest asiatico e dal Medio Oriente.
Nel censimento australiano del 2011 i residenti potevano nominare più di due gruppi etnici per definire le loro origini; le più nominate furono:
- australiani: 15 615 531

- aborigeni australiani: 984 000
- britannici: 907 570
- cinesi: 866 000
- neozelandesi: 566 000
- irlandesi: 518 466
- indiani: 500 000
- greci: 378 000
- olandesi: 335 000
- libanesi: 279 000
- polacchi: 216 000
- vietnamiti: 210 000
- italiani: 174 042
- filippini: 171 000
- maori: 170 057
- maltesi: 198 000
- + coreani 156 000

- sudafricani: 145 000
- francesi: 135 000
- croati: 118 000
- macedoni: 113 000
- singalesi: 103 000
- tedeschi: 102 595
- spagnoli: 93 000
- indonesiani: 86 000
- venezuelani: 75 000
- giapponesi: 71 000
- turchi: 70 000
- serbi: 70 000
- russi: 67 000
- ungheresi: 67 000

La popolazione australiana si concentra in gran parte nell'area orientale del Paese (90% del totale) soprattutto nelle metropoli. Questo squilibrio è dovuto alle condizioni ambientali, che hanno orientato i primi insediamenti coloniali lungo le coste orientali e meridionali. Il rimanente territorio, poco ospitale, è in gran parte disabitato. Secondo i censimenti, la maggior parte della popolazione identifica la propria cittadinanza come "australiana", fondamentalmente una buona parte di loro discende dai coloni britannici.

### Demografia

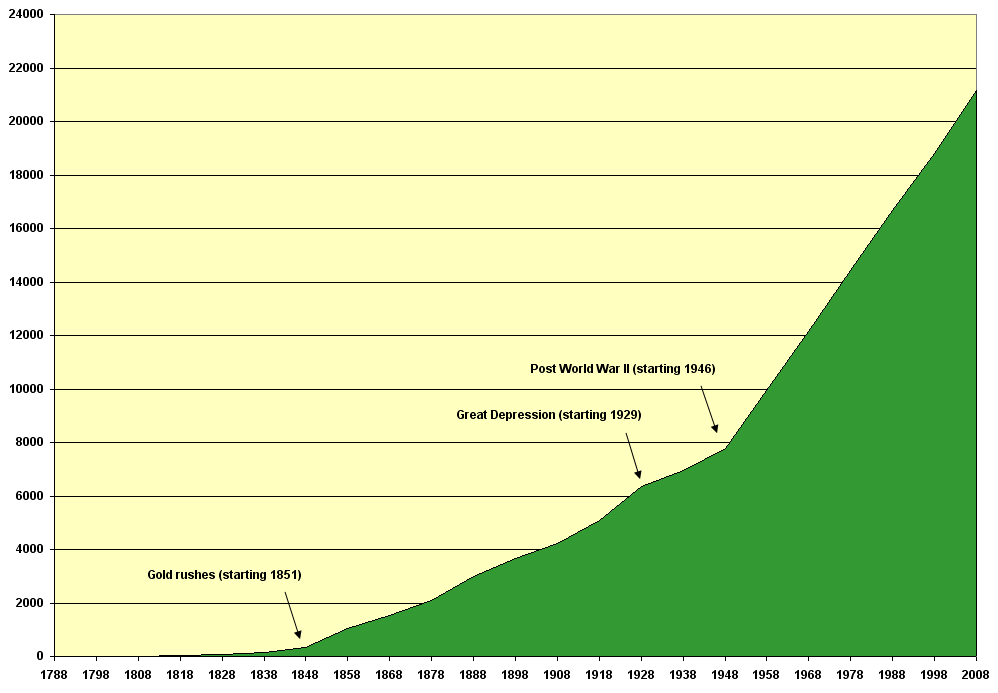
La crescita della popolazione australiana dal 1788 al 2008. Sono evidenziati gli aumenti demografici dopo la Corsa all'oro, la Depressione post-1929 e la seconda guerra mondiale.

L'Australia presenta una notevole "vivacità" demografica; il censimento 2016 eseguito dall'ABS ha rilevato una popolazione totale di 23 401 892 abitanti.
La città più popolosa è Sydney con 5 131 000 abitanti, seguita da Melbourne (4 485 211), Brisbane (2 270 800), Perth (1 943 858) e Adelaide (1 295 714) (dati ABS 2016).
Il censimento 2006 eseguito dall'ABS aveva rilevato una popolazione totale di 19 855 188 abitanti.
|                                                                        | Australia (2016) | % Australia (2016) | Australia (2006)*                                                     | % Australia (2006)* | Australia (2001)** | % Australia (2001)** |      |
| Maschi                                                                 | 11 546 638       | 49,3               | Maschi                                                                | 9 799 252           | 49,4               | 9 270 466            | 49,4 |
| Femmine                                                                | 11 855 248       | 50,7               | Femmine                                                               | 10 056 036          | 50,6               | 9 498 783            | 50,6 |
| Indigeni australiani (aborigeni ed abitanti delle isole Torres Strait) | 649 171          | 2,8                | Indigeni australiani (aborigeni e abitanti delle isole Torres Strait) | 455 031             | 2,3                | 410 003              | 2,2  |
| Totale della popolazione                                               | 23 401 892       | 100                | Totale della popolazione                                              | 19 855 188          | 100                | 18 769 249           | 100  |

Dallo stesso censimento 2006 risultava che l'età media della popolazione è cresciuta rispetto al censimento 2001 (da 35 a 37 anni). La bassa fertilità e l'allungamento della vita media ha portato a un sensibile aumento della percentuale degli australiani con un'età compresa fra i 55 e i 64 anni (+ 1,6%). Mentre in percentuale la fascia di popolazione di età compresa fra i 0 e i 14 anni è sensibilmente calata, pur registrando un aumento rispetto al 2001 di 16 500 unità.
| Fasce d'età | Australia (2006)* | % Australia (2006)* | Australia (2001)** | % Australia (2001)** |
| 0-4         | 1 260 405         | 6,3%                | 1 243 969          | 6,6%                 |
| 5-14        | 2 676 807         | 13,5%               | 2 668 506          | 14,2%                |
| 15-24       | 2 704 276         | 13,6%               | 2 566 346          | 13,7%                |
| 25-54       | 8 376 751         | 42,2%               | 8 159 808          | 43,5%                |
| 55-64       | 2 192 675         | 11,0%               | 1 759 742          | 9,4%                 |
| 65 e oltre  | 2 644 374         | 13,3%               | 2 370 878          | 12,6%                |

* Dati riferiti al censimento 2006
** Dati riferiti al censimento 2001

### Etnie

#### Aborigeni
Le popolazioni native dell'Australia, giunte nel paese circa 50 000 anni fa, sono note come aborigeni. Un recente studio pubblicato su Nature data la presenza di popolazioni aborigene nel territorio del Kakadu Nat. Park già 65 000 anni fa. La parola "aborigeno" (dal latino ab origine) fu usata fin dal XVIII secolo dai coloni europei per indicare le popolazioni indigene.
Gli aborigeni non amano essere definiti Aborigines, per la connotazione negativa associata al termine; da parte dei non-aborigeni si usano sempre più frequentemente espressioni quali Native people o indigenous Australians. Gli australiani non-aborigeni sono chiamati dai nativi: kardiya nel gruppo linguistico ngarrkico, lhentere o warlpele nel gruppo arandico e piranpa o walypala nei linguaggi dei deserti occidentali.
Precedentemente alla colonizzazione i contatti con il resto del mondo avvenivano attraverso le isole indonesiane: si può valutare come alcune lingue australiane aborigene del Territorio del Nord abbiano influssi Makassar.
Nonostante la loro nomea di "superstiti" dell'età della pietra, è provato che la cultura aborigena è cambiata nel tempo. La pittura rupestre in svariate località dell'Australia settentrionale consiste in una sequenza di diversi stili legati ai diversi periodi storici. Harry Lourandos è il principale promotore della teoria che ipotizza un'intensificazione dell'attività di caccia e raccolta tra 5 000 e 3 000 anni fa. Tale intensificazione ha portato a un aumento dell'impatto umano sull'ambiente (ad esempio la costruzione di trappole per i pesci nello Stato di Victoria), alla crescita della popolazione, all'aumento degli scambi tra i gruppi, a una più complessa struttura sociale e ad altri cambiamenti culturali. In questo periodo si nota, inoltre, un cambiamento negli utensili di pietra, con lo sviluppo di punteruoli e raschiatoi più piccoli ed elaborati.
All'epoca della colonizzazione bianca la popolazione aborigena si aggirava intorno ai 700 000 abitanti, ma entro il 1900 era scesa drammaticamente a 100 000. Non erano un unico gruppo etnico, ma erano costituiti da circa 400 diversi gruppi linguistici sparsi per il Mainland, con culture diverse.
Le pagine più tragiche dello sterminio sono state scritte in Tasmania: nel 1830 fu istituita la Black Line, una banda di 3 000 cittadini armati, che setacciarono l'intera isola sparando a vista. Prima dell'arrivo dei bianchi, nel 1803, gli aborigeni sull'isola erano circa 5 000; l'ultimo rappresentate fu Truganini, una donna, che morì nel 1876.
Nel XX secolo, tra le figure che si sono maggiormente distinte per i diritti degli aborigeni spicca il nome di Edward Koiki Mabo.
Con il termine Generazione rubata si indica quella generazione di bambini nativi, nati da coppie miste (bianchi e aborigeni) e poi strappati dalle famiglie da collegi e istituti educativi pubblici e costretti a dimenticare le proprie tradizioni culturali.
È ampiamente riconosciuto che la colonizzazione ha prodotto molteplici danni a carico delle popolazioni aborigene, e sono state tentate, e fatte molte azioni di riconciliazione con la popolazione nativa.
Kevin Michael Rudd, Primo ministro australiano, il 13 febbraio 2008 durante una seduta parlamentare, ha chiesto ufficialmente scusa ai popoli aborigeni per tutte le violenze subite in più di 200 anni di storia dell'Australia Bianca, segnando non l'apice, ma comunque un essenziale passo nel processo di riconciliazione, assieme ad altri importanti presìdi, come il riconoscimento del diritto di voto agli aborigeni nel 1967 e il Native Title Act, legge a favore degli aborigeni per l'avanzamento di rivendicazioni territoriali.
Sebbene persistano in certi ambienti dei nativi problemi come l'alcolismo e la violenza domestica, una grossa parte della popolazione nativa è integrata: si va dall'arte, allo sport, al commercio, alle istituzioni.

#### Italo-australiani
Gli italo-australiani sono gli australiani d'origine italiana; secondo il censimento del 2006 essi sono il quarto gruppo etnico australiano (con 850 000 persone, dei quali 199 124 sono emigrati della prima generazione) dopo inglesi, scozzesi e irlandesi. L'italiano è parlato in casa da 316 900 persone.
Per alcuni decenni l'italiano ha rappresentato la seconda lingua più parlata nel Paese dopo l'inglese, perdendo la posizione in favore del cinese solo nel nuovo millennio. Grazie a questa sua duratura e ampia diffusione, è comunemente insegnato come materia facoltativa nelle scuole.
Gli italo-australiani sono presenti in molte città, ma soprattutto nello Stato di Victoria, con 82 851 unità, e nello Stato del Nuovo Galles del Sud, con 55 172 unità.
Ormai gli italiani residenti in Australia sono per il 63% ultrasessantenni, dei quali 176 536 arrivati prima del 1980. Infatti, se l'afflusso degli italiani aumentò progressivamente nel secondo dopoguerra, dagli anni settanta in poi calò drasticamente. Si nota però un'inversione di tendenza negli anni 2000, con un rinnovato maggiore afflusso di migranti, in particolare a partire dal 2008, conseguenza diretta della crisi internazionale che ha colpito duramente l'economia italiana.
Dal punto di vista religioso il 79% degli italo-australiani è cattolico, il 3,2% si dichiara anglicano, il restante o è ateo, oppure è fedele ad altre confessioni, ovvero non si dichiara.

#### Russi
La comunità russa in Australia è composta da circa 20 000 persone, che salgono a 75 000 se si considerano gli individui di discendenza russa.

### Diritti civili
In tema di diritti LGBT l'Australia riconosce i matrimoni omosessuali.

### Religione
Il 13,3% degli australiani pratica l'anglicanesimo, mentre si dichiara cattolico il 22,6%, dato più alto fra i Paesi anglosassoni (alcune statistiche lo collocano tuttavia al secondo posto sotto gli USA). I censimenti a partire dal XXI secolo mostrano che il cristianesimo è progressivamente in forte declino, con sempre meno australiani identificantisi come cristiani, anche se il dato varia sensibilmente fra le varie confessioni.
|                             | 2001 % | 2006 % | 2011 % | 2016 % |
| --------------------------- | ------ | ------ | ------ | ------ |
| Cattolici                   | 26,6   | 25,8   | 25,3   | 22,6   |
| Anglicani                   | 20,7   | 18,7   | 17,1   | 13,3   |
| Chiesa unita dell'Australia | 6,7    | 5,7    | 5,0    | 3,7    |
| Presbiteriani e Riformati   | 3,4    | 3,0    | 2,8    | 2,3    |
| Ortodossi                   | 2,8    | 2,7    | 2,6    | 2,1    |
| Battisti                    | 1,6    | 1,6    | 1,6    | 1,5    |
| Pentecostali                | 1,0    | 1,1    | 1,1    | 1,1    |
| Luterani                    | 1,3    | 1,3    | 1,2    | 0,7    |
| Altri cristiani             | 3,8    | 3,7    | 4,5    | 4,6    |
| Totale cristiani            | 68,0   | 63,9   | 61,1   | 52,1   |
| Musulmani                   | 1,5    | 1,7    | 2,2    | 2,6    |
| Buddisti                    | 1,9    | 2,1    | 2,5    | 2,4    |
| Induisti                    | 0,5    | 0,8    | 1,3    | 1,9    |
| Ebrei                       | 0,4    | 0,5    | 0,5    | 0,4    |
| Altre non cristiani         | 0,5    | 0,6    | 0,8    | 0,9    |
| Totale non cristiani        | 4,9    | 5,6    | 7,2    | 8,2    |
| Non religiosi               | 15,5   | 18,7   | 22,3   | 30,1   |
| Non si pronuncia            | 11,7   | 11,9   | 9,4    | 9,6    |
| Totale                      | 100,0  | 100,0  | 100,0  | 100,0  |

Nel 2008 la città di Sydney ha ospitato la Giornata Mondiale della Gioventù, evento che ha richiamato in Australia migliaia di giovani cattolici di tutto il mondo. Per l'occasione, papa Benedetto XVI ha visitato ufficialmente il Paese: il primo pontefice a raggiungere la nazione era stato Paolo VI nel 1970; Giovanni Paolo II vi si è recato nel 1986 e nel 1995.
La Hillsong Church è una megachurch pentecostale fondata nel 1983 e associata alle Chiese Cristiane Australiane e situata a Sydney e a Brisbane.

### Lingue
L'inglese australiano, la cui forma gergale viene scherzosamente definita Strine, è la lingua parlata in Australia, una variante dell'inglese tipico.
Tra le altre lingue d'importazione, sono piuttosto diffusi il cinese, l'italiano e il cantonese, ampiamente utilizzati tra vaste fasce di immigrati e discendenti.
Sono pochi i nativi che mantengono il loro linguaggio di origine, in genere sono anglofoni (o bilingui).
Nel Nuovo Galles del Sud è riconosciuta la lingua dei segni australiana, come lingua ufficiale dello Stato federale.

## Ordinamento dello Stato

### Suddivisioni amministrative

La carta mostra come nel tempo nacquero le colonie, poi gli Stati e i Territori

L'Australia è una federazione di sei Stati. Possiede inoltre diversi territori che, costituzionalmente, dipendono direttamente dal governo federale. Di questi, solo tre sono forniti di un proprio governo, il Territorio del Nord, il Territorio della capitale, e l'Isola di Norfolk. Il Commonwealth può comunque legiferare in materia locale, prevalendo infatti i decreti federali su quelli territoriali.
Per quanto riguarda gli altri territori, detti "territori minori" o "territori esterni" o "terre remote", essi sono amministrati dal Commonwealth.
Il Territorio della baia di Jervis è l'unico "territorio minore" che non si può considerare "territorio esterno", poiché si trova sul Mainland: si tratta infatti di un'area del Nuovo Galles del Sud gestito dal Commonwealth come porto di Canberra.
| Bandiera                         | Nome                                  | Sigla        | Tipo       | Sistema di rappresentanza | Capitale           | Popolazione | Area (km²) |
| -------------------------------- | ------------------------------------- | ------------ | ---------- | ------------------------- | ------------------ | ----------- | ---------- |
| Australia Meridionale (bandiera) | Australia Meridionale                 | AU-SA o SA   | Stato      | bicamerale                | Adelaide           | 1 676 653   | 983 482    |
|                                  | Australia Occidentale                 | AU-WA o WA   | Stato      | bicamerale                | Perth              | 2 527 013   | 2 529 875  |
|                                  | Nuovo Galles del Sud                  | AU-NSW o NSW | Stato      | bicamerale                | Sydney             | 7 480 228   | 800 642    |
| Queensland (bandiera)            | Queensland                            | AU-QLD o QLD | Stato      | monocamerale              | Brisbane           | 4 703 193   | 1 729 742  |
|                                  | Tasmania                              | AU-TAS o TAS | Stato      | bicamerale                | Hobart             | 509 965     | 68 401     |
|                                  | Victoria                              | AU-VIC o VIC | Stato      | bicamerale                | Melbourne          | 5 926 624   | 227 416    |
|                                  | Territorio del Nord                   | AU-NT o NT   | Territorio | monocamerale              | Darwin             | 228 833     | 1 349 129  |
|                                  | Territorio della Capitale Australiana | AU-ACT o ACT | Territorio | monocamerale              | Canberra           | 396 857     | 2 358      |
| Australia (bandiera)             | Territorio della Baia di Jervis       | JBT          | Territorio | nessuno                   | Jervis Bay Village | 391         | 73         |
| Isola Norfolk (bandiera)         | Isola Norfolk                         | NF           | Esterno    | monocamerale              | Kingston           | 1 748       | 35         |
|                                  | Isole Cocos e Keeling                 | CC           | Esterno    | consiglio di contea       | West Island        | 544         | 14         |
| Isola di Natale (bandiera)       | Isola di Natale                       | CX           | Esterno    | consiglio di contea       | Flying Fish Cove   | 1 843       | 135        |
| Australia (bandiera)             | Isole Heard e McDonald                | HM           | Esterno    | nessuno                   | nessuna            | 0           | 144        |
| Australia (bandiera)             | Isole Ashmore e Cartier               |              | Esterno    | nessuno                   | nessuna            | 0           | 199        |
| Australia (bandiera)             | Territorio Antartico Australiano      | AQ           | Esterno    | nessuno                   | Stazione Davis     | 1 000       | 5 896 500  |
| Australia (bandiera)             | Isole del Mar dei Coralli             |              | Esterno    | nessuno                   | nessuna            | 4           | 780 000    |

Il Territorio della Capitale Australiana fu creato quando si fondò Canberra; essa è frutto di un compromesso tra le due città principali (Melbourne e Sydney), che si contendevano la palma di capitale federale.
- A parte Norfolk, Cocos e Isola del Natale, gli altri territori esterni sono in larga parte disabitati.
- La Papua Nuova Guinea fu governata dall'Australia fino al 1975.
- Dal 1926 al 1931, esistette anche il territorio del Central Australia tra il 20º e il 26º parallelo di latitudine, poi incorporato nel Territorio del Nord.

### Città principali

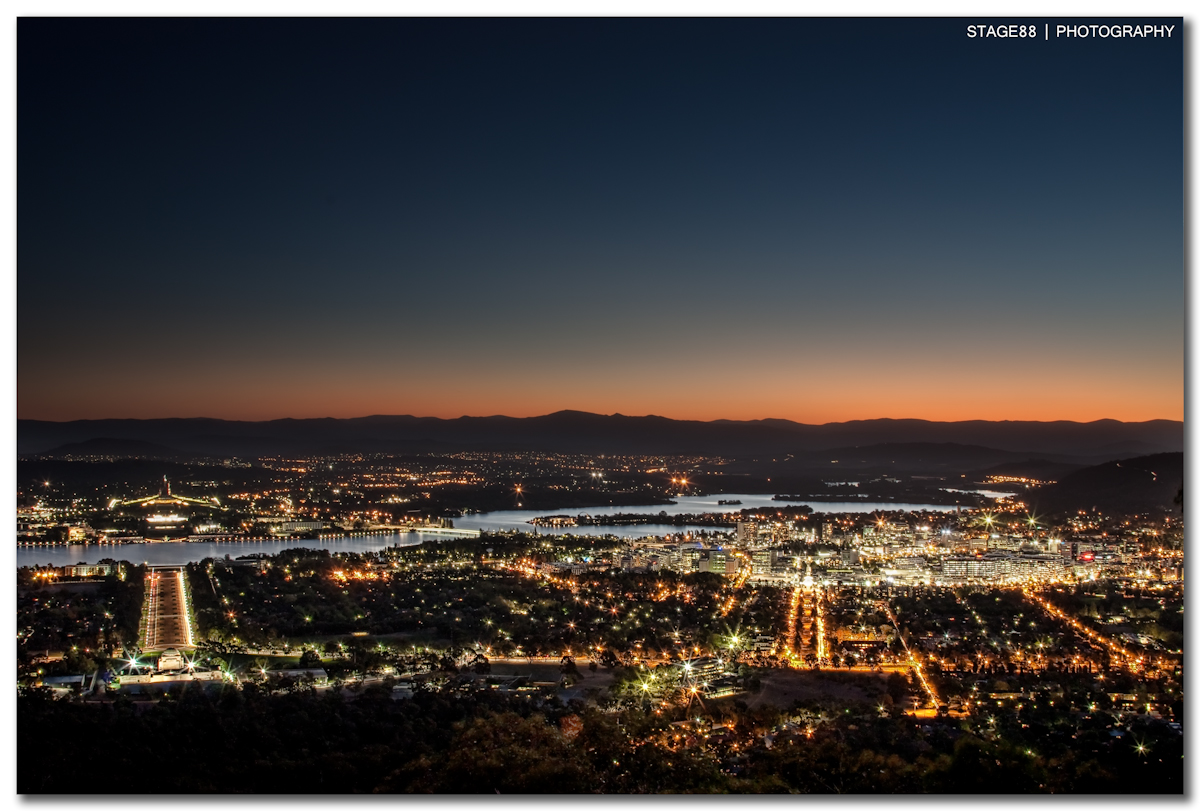
Una veduta al tramonto di Canberra dal Monte Ainslie

- Canberra: le principali città australiane sorsero sulle coste, nei punti di approdo dei primi coloni. Fa eccezione Canberra (473.855[45] abitanti), la capitale federale, che fu costruita a partire dal 1923, per porre fine alla disputa tra le due maggiori città del paese, Sydney e Melbourne, che aspiravano entrambe a diventare capitale. Si situa sul fiume Molonglo e sorge sulle sponde di un lago artificiale, il Burley Griffin, in una regione prevalentemente agricola. Città dall'aspetto estremamente moderno, Canberra è il centro politico-amministrativo del paese. Gran parte della popolazione locale è impiegata nel settore pubblico, ma anche il settore turistico e dell'industria leggera sono in espansione. Edifici degni di nota sono il nuovo Parlamento, inaugurato nel 1988, la fontana con il monumento a Cook, nel lago Burley Griffin, la Biblioteca nazionale (1968) e l'Australian National Gallery (1982). Tra le diverse istituzioni scolastiche e accademiche, si ricorda l'Australian National University (1946). I primi insediamenti degli europei nella zona risalgono al 1824. Nel 1908 l'area, scarsamente popolata, fu scelta per ospitare la capitale dell'Australia. L'architetto americano Walter Burley Griffin vinse un concorso internazionale per progettare la nuova città. La costruzione ebbe inizio nel 1913, venendo interrotta dallo scoppio della prima guerra mondiale e portata a termine negli anni venti. Il parlamento, che si trovava a Melbourne fin dal 1901, fu trasferito a Canberra nel 1927. La National Library di Canberra ospita i disegni originali dell'Opera House di Sydney.

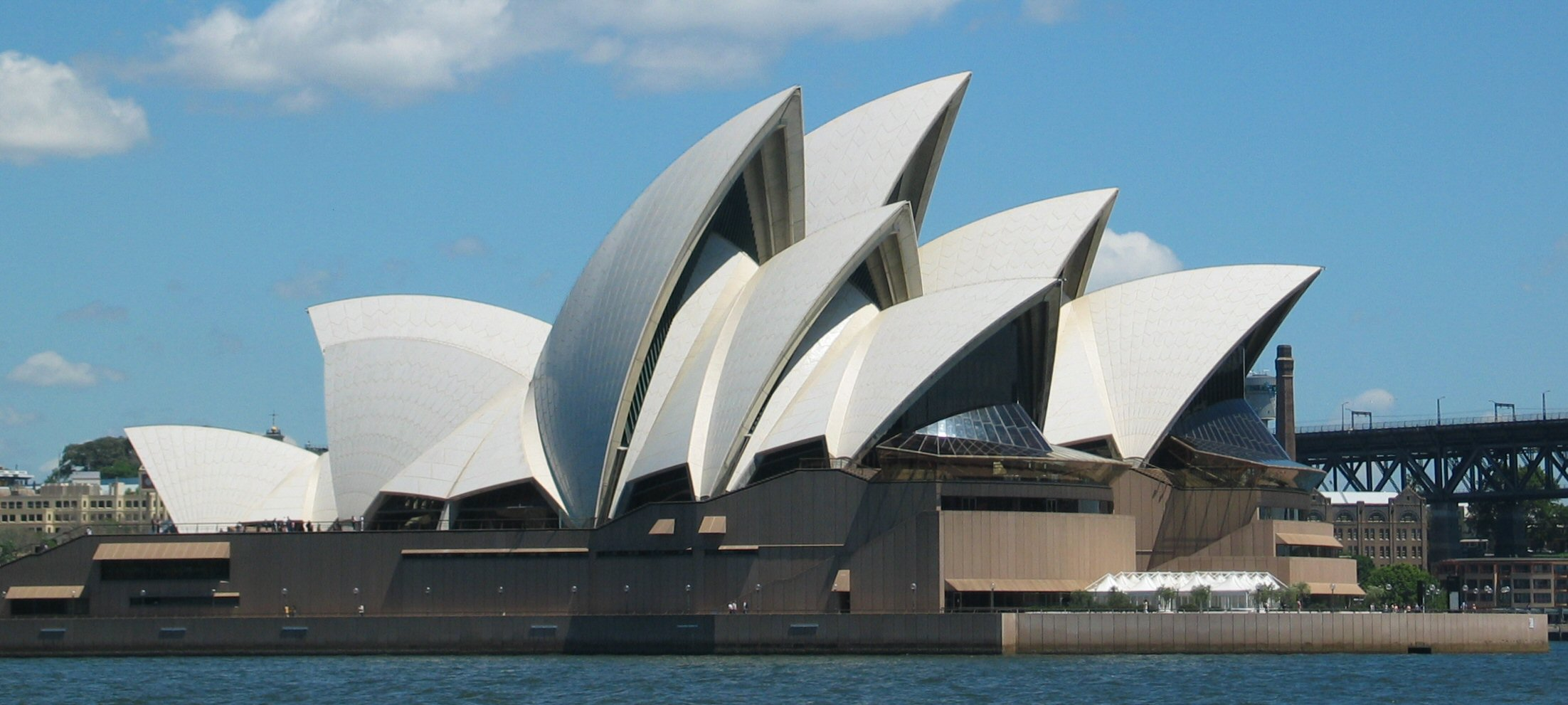
La celebre Opera House, uno dei più famosi auditorium del mondo nonché il simbolo della città

- Sydney (5.557.233 [45]abitanti) deve il suo nome al segretario di Stato britannico, Thomas Townshend Visconte di Sydney, in carica ai tempi della creazione del primo insediamento coloniale. Da allora la città è cresciuta in modo vertiginoso, fino a diventare la più popolosa del paese. Gli edifici moderni sorgono intorno a costruzioni, perfettamente restaurate, che ricordano l'Inghilterra dell'Ottocento. I mercanti di antiquariato attirano tanti visitatori quanti ne accolgono i musei dedicati alla scienza o all'arte contemporanea. A breve distanza dai grattacieli della city, in cui hanno sede attività finanziarie e commerciali, si estendono spiagge, parchi e riserve naturali incontaminate.

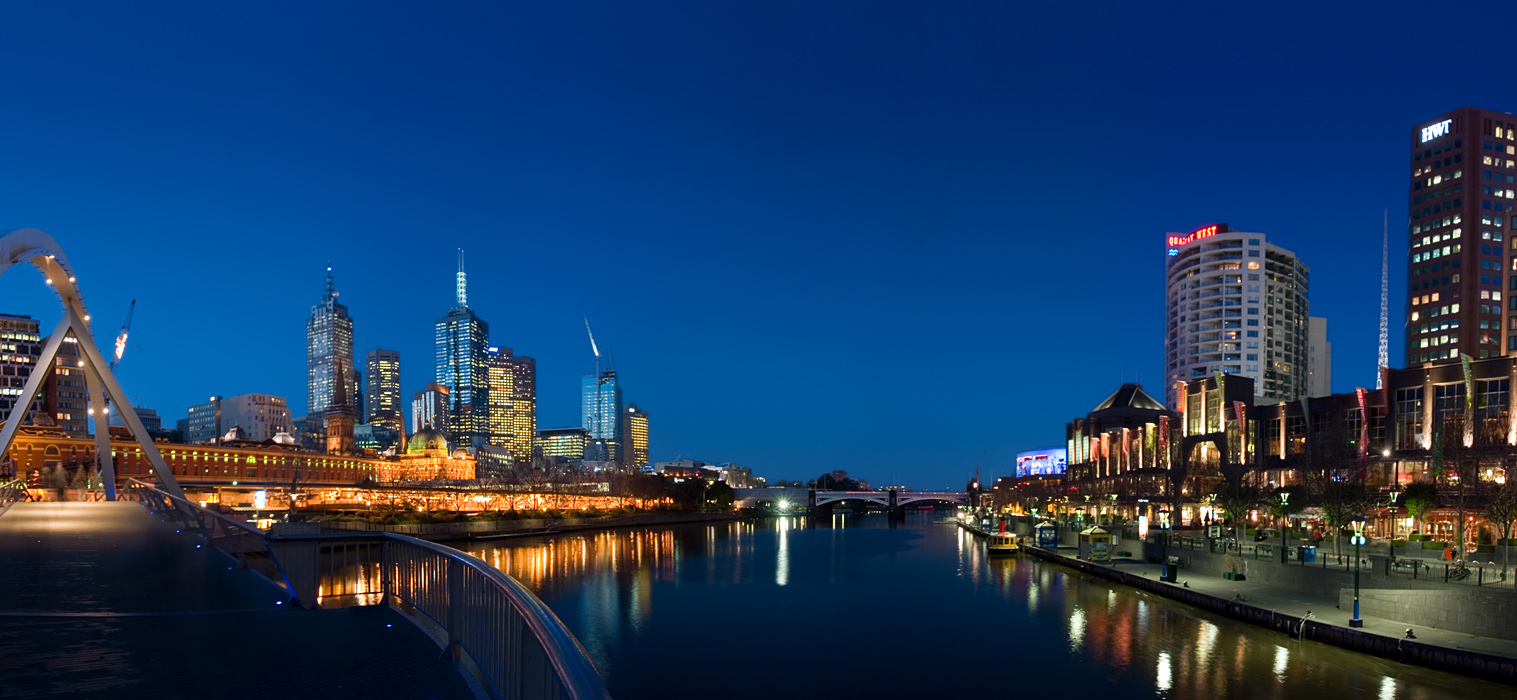
Una veduta notturna di Melbourne

- Melbourne è la seconda città per abitanti (5.350.705[45]) ed è un importante centro industriale sviluppatosi a metà dell'Ottocento in seguito alla scoperta di giacimenti auriferi. Vi hanno sede alcuni degli orti botanici più ampi al mondo. La metropoli è un importante centro economico, qui hanno sede marchi automobilistici come la Ford e la Toyota. Particolarmente famoso è lo storico Queen Victoria Market, che iniziò la sua attività il 28 marzo 1878. Dal 1996 la città è sede del Gran Premio d'Australia, il circuito è stato costruito all'interno dell'Albert Park; solitamente la gara di Melbourne apre il campionato della Formula 1 alla fine di marzo e solo nel 2006 il gran premio è stato spostato per la concomitanza con i Giochi del Commonwealth.

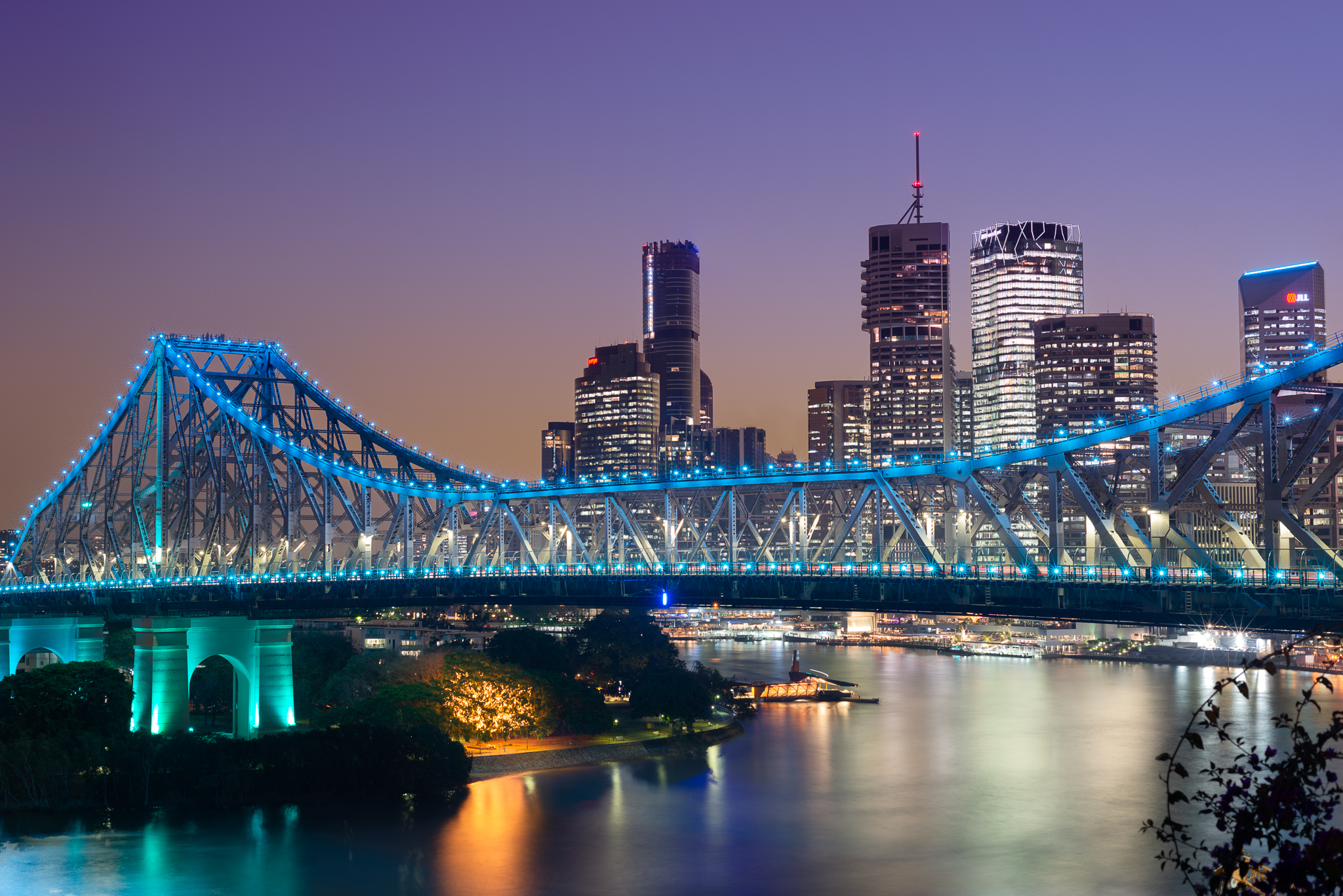
Il centro direzionale di Brisbane (Brisbane Central Business District) con in primo piano lo Story Bridge sul Fiume Brisbane

- Brisbane è la capitale dello Stato del Queensland; la città conta 2.780.063[45] abitanti, mentre l'area metropolitana arriva a 1 867 594 (a livello nazionale è la terza metropoli più popolosa). La città prende il nome da Sir Thomas Brisbane, governatore del Nuovo Galles del Sud dal 1821 al 1825. Proprio in quell'anno venne fondata la città, il punto dove sorse corrisponde all'odierno Brisbane Central Business District (BCBD), a seguito dell'abbandono della colonia penale di Redcliffe.

Conserva al suo interno parti di foresta pluviale, cosa che rende piacevole la visione del paesaggio urbano. L'economia è caratterizzata dalla presenza di diverse imprese operanti sia nel terziario sia nel secondario. Gli uffici, sia privati sia pubblici, sono localizzati nel BCBD; mentre le industrie si trovano nel tratto inferiore del Fiume Brisbane. Il turismo è un settore economico di una certa importanza per la metropoli.
A Brisbane un parco e la strada adiacente sono intitolati a Roma (Roma Street Parkland), e nel 2006 vi vivevano 6 743 italiani.
- Perth (2.384.371[45] abitanti) è il principale insediamento della costa occidentale. Una delle zone più suggestive della città è Kings Park, dal quale si gode una superba vista della city, molto famoso anche per essere sede dei war memorial, monumenti dedicati ai caduti delle varie guerre a cui partecipò l'Australia. I caduti della prima guerra mondiale ad esempio sono commemorati con un lunghissimo filare di alberi che riporta il nome di ogni caduto. La vivacità del centro commerciale è praticamente nulla se paragonata all'allegria del quartiere di Northbridge, sede di alcuni dei migliori locali notturni della città. La popolazione adolescenziale è molto stravagante, quasi a dimostrare l'allegria che pervade la città e le persone. I quartieri di Subiaco e Claremont sono altre parti della città attive sia durante la giornata sia nella nottata. Le principali spiagge sono Scarborough e Cottesloe, famose tra i surfisti e gli utilizzatori di kite surf, adattissime anche a una semplice giornata in spiaggia. Il porto di Fremantle è un altro dei luoghi che si sono sviluppati negli ultimi anni grazie alla presenza di numerosi locali, soprattutto ristoranti italiani. La presenza della prigione e del mercato centrale sono anche motivo di interesse turistico per il porto. Gli spostamenti sono semplici attraverso la rete ferroviaria (in continua espansione) e i bus. La città possiede un aeroporto internazionale e uno per i voli interni; dal punto di vista commerciale ha collegamenti con tutto il mondo.

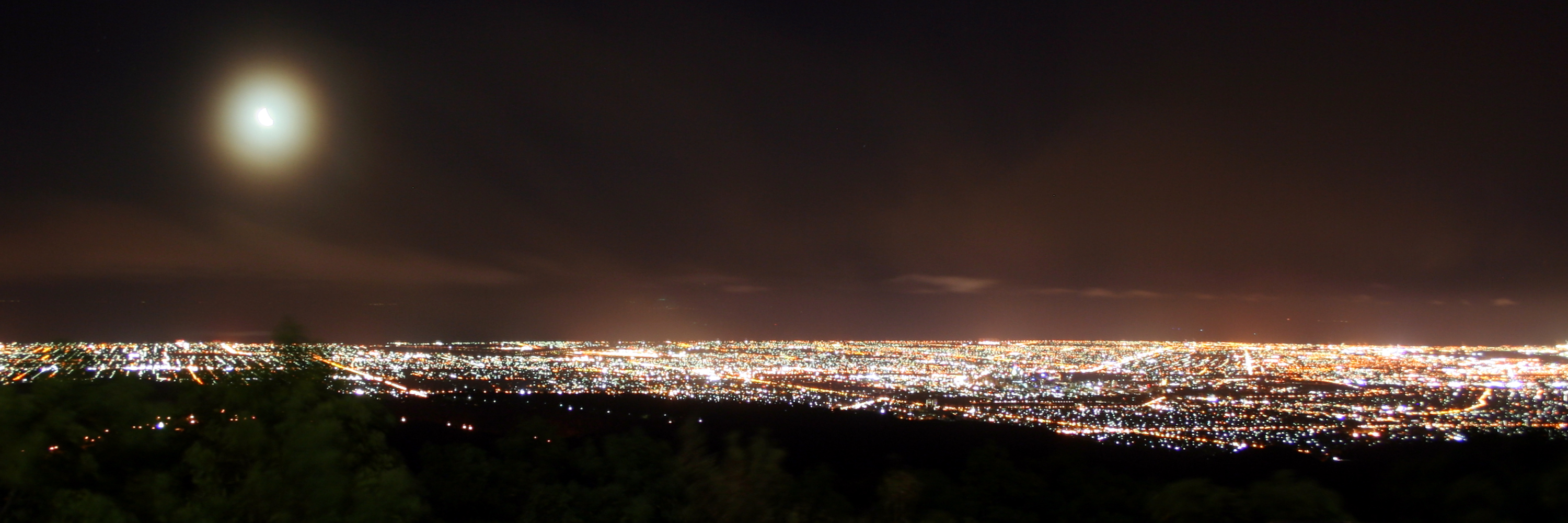
Il centro direzionale di Adelaide visto dal Monte Lofty

- Adelaide è la quinta città per abitanti, avendone 1.469.163[45]. Il piano urbanistico della città venne approntato dal colonnello William ed è seguito per il continuo sviluppo della città. Port Adelaide risulta essere una zona molto attiva dal punto di vista commerciale e inizia ad attirare anche i turisti presenti in città. L'atmosfera tranquilla ha contribuito alla fama di bigotti degli abitanti della città, anche se la nascita dell'Adelaide Festival e la creazione dell'annesso centro hanno contribuito al risollevarsi della città stessa. Sorge in una zona fertile: sulle colline intorno alla città ai terreni coltivati a vigneto si affiancano parchi con animali in libertà. La zona dei vigneti è conosciuta come Barossa Valley, il paesaggio ricorda la Toscana in alcuni tratti ed è presente il cavallo a dondolo più grande del mondo.

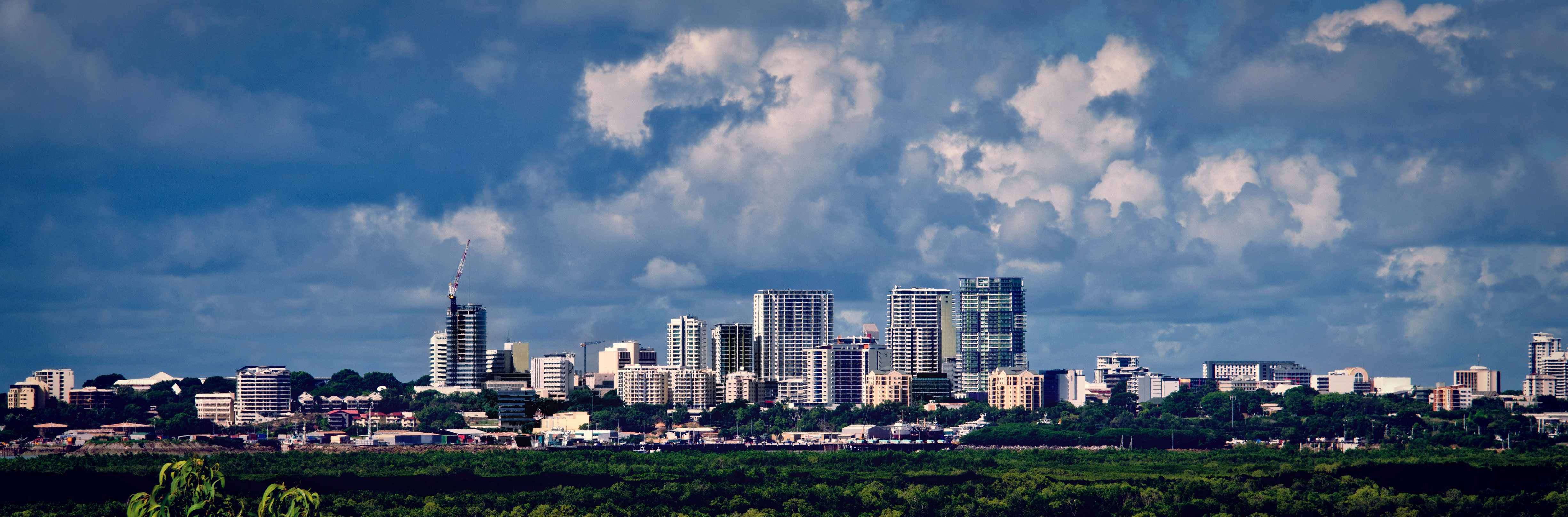
Una veduta aerea di Cullen Bay Marina a Darwin

- Pur essendo molto più piccola, Darwin (152 489[45] abitanti), capitale del Territorio del Nord, è senza ombra di dubbio degna di nota. Unica città australiana bombardata nella seconda guerra mondiale, fu poi devastata da un ciclone che, nel 1974, rase al suolo l'80% degli edifici. Un tempo era considerata una "città di frontiera", perché lontana da altri centri importanti e racchiusa tra deserto e mare; ha buone prospettive di sviluppo, grazie al turismo e ai commerci con i paesi asiatici.

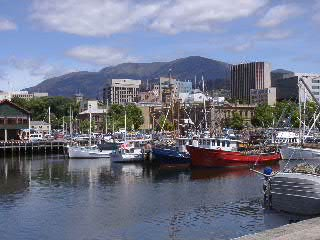
Il porto di Hobart

- Hobart (già Hobarttown) è la capitale della Tasmania, Stato federale dell'Australia. Nel 2024 contava 254.930[45] abitanti. È situata alla foce del fiume Derwent, ai piedi del monte Wellington (1270 m), nella parte meridionale dell'isola di Tasmania. La città ospita l'Università della Tasmania. Hobart è inoltre un importante porto naturale. Hobart è dopo Sydney la seconda città più antica dell'Australia. Fu fondata nel 1804 dal tenente-colonnello David Collins e contava tra i suoi primi abitanti circa 300 condannati, un manipolo di marinai e una trentina di coloni liberi. All'inizio del XX secolo la città si dotò di un tram elettrico che collegava la stazione con i sobborghi di Queensborough, Wellington, Glenorchy, Risdon e Belleriv. All'inizio del XXI secolo le vie ferrate hanno perso la propria importanza, se si escludono i treni merci che corrono lungo la costa occidentale della Tasmania e terminano al porto cittadino.
- Newcastle è una città dell'Australia sud-orientale, la seconda più popolosa dello Stato del Nuovo Galles del Sud ed è situata a 160 km a nord di Sydney.
- Wollongong è una città costiera dell'Australia sud-orientale situata nello Stato del Nuovo Galles del Sud. Dopo Sydney e Newcastle è la città più popolosa dello Stato.
- Geelong è la seconda città più popolosa dello Stato australiano di Victoria.

### Costituzione
L'attuale Costituzione dell'Australia è entrata in vigore il 1º gennaio 1901.

### Istituzioni

#### Ordinamento scolastico
L'istruzione, competenza dei singoli Stati, con l'eccezione delle università, è obbligatoria fino ai 15 anni. La scuola primaria dura dai 6 ai 12 anni; la scuola secondaria si suddivide in due trienni, il primo obbligatorio, l'altro facoltativo.

#### Università
Nel Paese si contano 37 università, le principali sono l'Università di Melbourne, l'Università di Sydney, fondata nel 1850, che è la più antica del paese e l'Australian National University, situata a Canberra e fondata nel 1946.

#### Forze armate

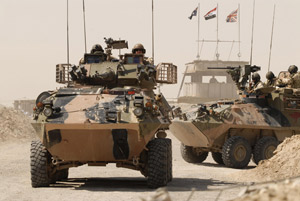
Forze australiane su un veicolo blindato, in Iraq

L'Australia ha anch'essa una sua forza armata, la Australian Defence Force, che si compone di:
- Royal Australian Air Force (aeronautica militare)
- Australian Army (esercito)
- Royal Australian Navy (marina militare)

## Politica

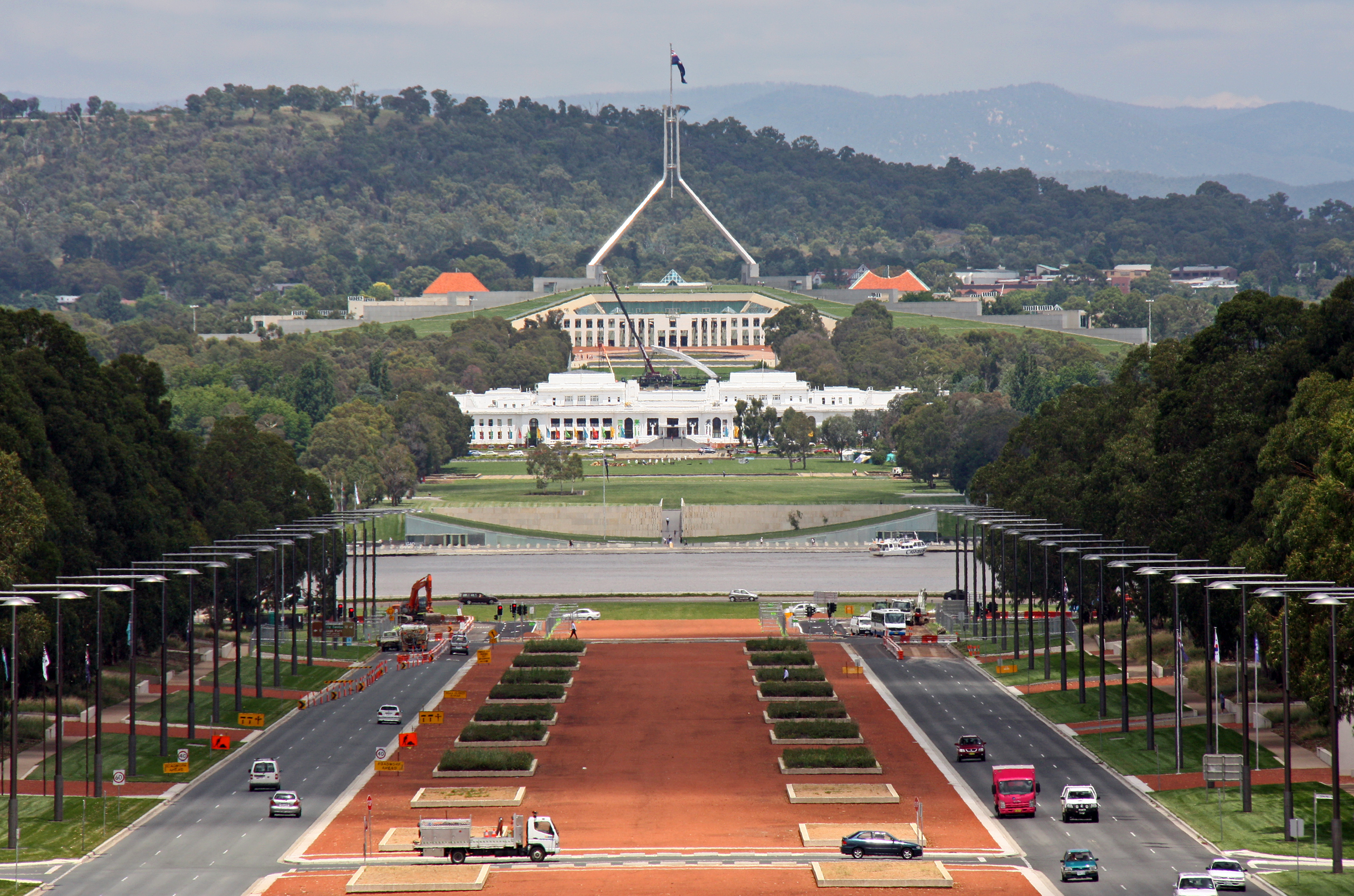
La vecchia sede del Parlamento, con dietro quella nuova, a Canberra

L'Australia è una monarchia parlamentare federale; il capo dello Stato è il re del Regno Unito (dal 2022 Carlo III), il quale vanta perciò anche il titolo di Re d'Australia. Il suo potere è soltanto formale, essendo rappresentato nel Paese da un Governatore generale dell'Australia, a cui la costituzione riconosce ampi poteri esecutivi, ma che generalmente esercita in sintonia e tenendo conto del parere del Primo ministro.
Solo durante la crisi costituzionale del 1975, quando venne destituito il Governo Whitlam, il Governatore generale esercitò i suoi poteri senza la collaborazione del Primo ministro.
A livello statale i singoli governatori sono anch'essi rappresentanti del Re.
In Australia come in tutti i paesi occidentali l'autorità dello Stato è esercitata dal potere esecutivo.
Dal 1º luglio 2024 il Governatore generale è Sam Mostyn.

### Potere esecutivo
Il governo federale australiano ("Federal Executive Council") è costituito dal Governatore generale dell'Australia coadiuvato dai "Consiglieri Esecutivi", ovvero il Primo ministro e i ministri dello Stato ("Ministers of State"). Di fatto il potere esecutivo è esercitato da questi ultimi. Dal 23 maggio 2022 il Primo ministro è Anthony Albanese.

### Potere legislativo
Il Parlamento Federale, o del Commonwealth (Parliament of the Commonwealth) come in Italia è suddiviso in due rami:
- Senato: è la cosiddetta "camera alta" del parlamento, la cui organizzazione si ispira al Senato degli Stati Uniti, esso è composto da settantasei senatori. La Costituzione australiana prevede che ognuno dei sei Stati Originari del Commonwealth debba essere rappresentato al Senato da un numero di deputati pari a quello degli altri Stati Originari. Inoltre, la Carta garantisce il numero minimo di sei senatori per ognuno di essi[47]. La stessa consente al Parlamento di aumentare o diminuire il numero dei senatori[48]; anche i cittadini del Territorio della Capitale Australiana e del Territorio del Nord sono rappresentati da due senatori[49]. Il Senato è eletto con sistema proporzionale ogni sei anni ed è rinnovabile per metà ogni tre. Affinché il Senato possa esercitare i suoi poteri è necessaria la presenza di almeno un terzo dei senatori eletti[50].
- Camera dei Rappresentanti: essa ha centocinquanta parlamentari; la Costituzione prevede che il suo numero possa essere stabilito dal Parlamento stesso, e il numero dei suoi membri, come recita la Costituzione stessa, debba essere più o meno il doppio dei senatori (in Australia questa clausola è nota come nexus provision). I deputati sono quindi eletti dai cittadini degli Stati in proporzione al numero dei residenti, con voto alternativo, dunque con un'elezione con un sistema maggioritario a ballottaggio istantaneo, in circoscrizioni uninominali. In caso non si sia pronunciato diversamente il Parlamento del Commonwealth, ogni Parlamento statale può stabilire le circoscrizioni elettorali. Nel caso non ci sia nessuna decisione in proposito l'elettorato di ogni Stato è considerato come un'unica circoscrizione (one electorate). Come per il Senato, affinché la Camera dei Rappresentanti eserciti le sue funzioni, è necessario che sia presente almeno un terzo dei deputati eletti. Agli Stati Originari è garantito un numero minimo di cinque seggi nella Camera. Solo i Territori del Territorio della Capitale Australiana e del Territorio del Nord hanno ognuno un seggio, dal 1922 al secondo e dal 1944 al primo[non chiaro][51]. In Australia hanno diritto di voto tutti i cittadini con più di 18 anni. Nessun cittadino straniero può sedere in Parlamento. Dopo il caso giudiziario "Sue v. Hill", la Corte Suprema d'Australia, il 23 giugno 1999, ha stabilito che anche i cittadini britannici sono da considerare stranieri, nonostante il fatto che, quando la Costituzione fu promulgata, tutti gli australiani fossero sudditi della Corona britannica.

### Potere giudiziario
La Corte Suprema è il principale organo giudiziario composto da un presidente e da 6 giudici ordinari. La pena di morte è stata abolita nel 1985. Accanto a questo organo ci sono le altre corti federali australiane, esse sono suddivise per materia:
- Corte Federale d'Australia (Federal Court of Australia): essa ha giurisdizione in tutte quelle materie che sono riserva di legge della legislazione federale (ad es.: il diritto commerciale, le leggi sull'immigrazione e la cittadinanza, il diritto societario, la bancarotta fraudolenta, ecc.). I processi di primo grado sono presieduti da un solo giudice (in Italia si parlerebbe di giudice monocratico), se però il Chief Justice (colui che sovraintende l'amministrazione della Corte) lo reputa opportuno, un caso può essere giudicato da una Full Court (processo presieduto da tre o più giudici). La Corte svolge la funzione di "corte d'appello" nel caso che: la sentenza sia stata emessa da un giudice monocratico della Corte stessa, oppure se è stata emessa da una corte federale di uno Stato, del Territorio della Capitale Australiana o del Territorio del Nord (in questi ultimi due casi accoglie anche ricorsi alle sentenze delle rispettive Corti Supreme), o se ne sia occupata la Federal Magistrates Court of Australia. La funzione di "corte d'appello" è esercitata da una Full Court[52].
- Corte Familiare d'Australia (Family Court of Australia): è l'organo giudiziario responsabile delle controversie legali in materia di diritto familiare, istituito nel 1975 con la Family Law Act 1975. La Corte si basa su questa normativa per esercitare le sue funzioni, che riguardano principalmente questioni matrimoniali, l'affidamento dei figli, l'adozione e gli accordi internazionali relativi al diritto familiare. Tuttavia, le cause di divorzio rientrano nella giurisdizione della Federal Magistrates' Court of Australia. La Corte è presente in tutto il territorio australiano e solitamente il collegio giudicante è composto da due giudici. Questi possono svolgere le proprie funzioni anche senza essere fisicamente presenti insieme durante il processo, attraverso un meccanismo noto come split court[53].
- Federal Magistrates' Court of Australia: istituita con il Federal Magistrates' Act 1999, ha il compito di alleggerire il carico di lavoro della Corte Federale d'Australia e della Corte Familiare d'Australia. La giurisdizione di questo organo giudicante riguarda qualsiasi caso sia già stato giudicato da un tribunale australiano. Non si può ricorrere alla Federal Magistrates' Court se il caso è sottoposto al giudizio delle altre due Corti. Quest'organo interviene contro una delle parti in giudizio presso un altro tribunale solo se la Corte è convinta che vi siano dei vizi di forma. I processi sono tenuti da un solo Magistrato Federale (Federal Magistrate), che decide se vanno tenuti a porte aperte, a porte chiuse, oppure sentire le due parti nel suo gabinetto. Anche presso la Federal Magistrates' Court vi è un soggetto addetto alla supervisione amministrativa della Corte: il Chef Federal Magistrate. Non ci si può appellare direttamente all'Alta Corte dopo che una sentenza è stata emessa dalla Federal Magistrates' Court[54][55].

### Principali partiti politici
Le due principali formazioni politiche australiane sono il Partito Laburista (Australian Labor Party) di centro-sinistra e la coalizione di centro-destra (definita semplicemente coalition) formata dal Partito Liberale d'Australia (Liberal Party of Australia) e dal Partito Nazionale (National Party of Australia). Il principale "partito minore" australiano è Democratici Australiani (Australian Democrats), seguito dai Verdi Australiani (Australian Greens) e dal partito di destra Una Nazione (One Nation).

### Politica migratoria
La politica migratoria australiana ha subito, nel corso degli anni, notevoli cambiamenti. Caratterizzata fino al 1973 dalla Politica dell'Australia bianca, si è con il tempo aperta a diversi flussi demografici, stabilizzandosi nel sistema poi utilizzato, in vigore da diversi anni.
La legge australiana sull'immigrazione è basata sul concetto di utilità del migrante al Sistema Paese, con il risultato di avere una politica migratoria selettiva in base alle necessità demografiche e lavorative che il paese si trova ad affrontare in un dato momento. I principali visti rilasciati dal governo federale sono il Working Holiday Visa, destinato ai cittadini sotto i trent'anni di paesi con stretti legami diplomatici con l'Australia (l'Italia rientra tra questi); lo Student Visa, destinato a coloro che vogliano studiare a tempo pieno, con la possibilità di lavorare per un massimo di venti ore settimanali; lo Skill Visa, destinato a coloro che rispettano le richieste lavorative dei governi federale o locale; lo Investor Visa, destinato a coloro che intendono investire ingenti somme di denaro in imprese o attività sul territorio australiano. Sono disponibili numerose differenti opzioni sia per i visti sia per il diritto di residenza permanente e cittadinanza.

### Geopolitica
La geopolitica australiana può essere divisa in tre periodi, coincidenti con tre diversi momenti storici. Il primo periodo è rappresentato dagli albori della storia australiana, quando gli unici rapporti politico-economici di rilievo si tenevano sostanzialmente con l'Impero britannico, madrepatria di allora. Il secondo periodo nasce durante il secondo conflitto mondiale, quando avviene il noto spostamento dell'asse politico ed economico dalla madrepatria agli Stati Uniti d'America. Il terzo momento, nel secondo dopoguerra, vede un ulteriore spostamento del baricentro delle relazioni internazionali, in questo caso verso il Sud-est asiatico, in particolare verso India e Cina, cui l'Australia fornisce i metalli e i minerali necessari alla vertiginosa crescita economica che stanno vivendo.
Il ventunesimo secolo vede l'Australia di fronte a un bivio nel merito della propria politica estera ed economia internazionale. La diplomazia e i mercati spingono sempre più verso una scelta di posizione chiara da parte dell'Australia: mantenere il rapporto privilegiato con gli USA o avvicinarsi definitivamente al Sud-est asiatico dal punto di vista politico ed economico. Nel libro bianco pubblicato a fine 2012 dal governo federale, chiamato "L'Australia nel secolo asiatico" (Australia in the Asian Century), Julia Gillard ha richiamato il paese al concetto di austrocentrismo, ideale che vede, nel nuovo contesto geopolitico, l'Australia imprescindibilmente legata al continente asiatico, sia dal punto di vista economico sia da quello di futuri sviluppi di politiche regionali, ma al contempo saldamente ancorata ai princìpi e alle politiche che la vedono da sempre vicina all'Occidente, all'ONU e agli Stati Uniti. Gli studiosi di relazioni internazionali osservano attentamente lo sviluppo di questa terza via. Tuttavia, un'inversione di tendenza potrebbe giungere con il nuovo premier Tony Abbott (in carica dal settembre 2013), secondo il quale è necessario un ritorno alla priorità degli interessi nazionali australiani nel dibattito e nell'azione politica, anche attraverso un progressivo ritiro del Paese dalle missioni internazionali. Nello specifico, Abbott potrebbe mirare a rafforzare i rapporti politici con gli alleati storici (USA e Regno Unito su tutti), limitando al solo ambito economico le relazioni con gli attori asiatici e operando affinché la cintura di arcipelaghi che dall'Indonesia arriva a Tonga e comprende Timor Est, Papua Nuova Guinea, Isole Salomone, Nauru e Figi ("Arco di Instabilità") non attraversi crisi.

## Economia
L'Australia può vantare un livello di benessere economico fra i più alti del mondo. Le sue esportazioni sono soprattutto materie prime non lavorate, mentre importa prodotti finiti.
L'unità monetaria è il dollaro australiano, diviso in 100 cent. La Banca centrale australiana (Reserve Bank of Australia), fondata nel 1911, emette la moneta.

### Agricoltura e allevamento
In molte zone del Paese, il settore primario è l'attività più redditizia. L'Australia è il primo produttore di lana, in particolare di lana merino, ricavata dai circa 105 milioni di ovini allevati qui. Abbondante anche la produzione di carne.
Solo il 6% del territorio è coltivato. Si raccolgono soprattutto frumento e foraggio; limitata ma più conveniente è la produzione di altri cereali come avena, orzo, segale, mais, riso nonché semi oleosi, tabacco e cotone. In alcuni Stati si produce canna da zucchero. Piuttosto sviluppata la frutticoltura con abbondanti produzioni di mele, banane, uva, arance, pere, ananas e papaie. Rinomati i vigneti australiani che danno vita a vini di grande qualità come quelli della Barossa Valley (Australia Meridionale) e della Hunter Valley (Nuovo Galles del Sud).

### Risorse energetiche e minerarie
Il Paese è totalmente autosufficiente per quanto riguarda la domanda energetica e in diversi casi è fra i maggiori produttori mondiali di alcuni minerali richiesti dal mercato. Dalle miniere australiane vengono estratti, fra gli altri, carbone, lignite, bauxite, rame, uranio (terzo produttore mondiale), oro (12% della produzione mondiale), ferro, diamanti (primo produttore mondiale), manganese, nichel e stagno.
Nell'Australia Occidentale sono stati scoperti importanti giacimenti di petrolio e gas naturali.

### Industria
L'industria raccoglie il 21% della forza lavoro: i principali centri industriali sono Sydney, Newcastle e l'area metropolitana di Melbourne. Sono sviluppate le industrie siderurgica e metallurgiche, elettroniche e petrolchimiche, la produzione di fibre sintetiche e di cavi elettrici. Si contano anche industrie di confezionamento dei prodotti agricoli e della lana. Geelong, vicino a Melbourne, è nota per l'industria automobilistica.
L'Australia è ricca di risorse minerarie: oro, ferro, nichel, piombo, zinco e rame. Le industrie più sviluppate sono quelle basate sulla trasformazione delle materie prime: industrie siderurgiche, metallurgiche, chimiche e petrolchimiche. Il paese è un grande esportatore di carbone e ferro.

### Commercio internazionale
Le importazioni riguardano soprattutto macchinari, autoveicoli, prodotti chimici, carta e cartone, tessuti e filati. Le esportazioni sono costituite da metalli, carbone, petrolio, lana e cereali. Nel 2004 secondo il Ministero del Commercio australiano il valore totale delle esportazioni ammontava a 97 138 milioni di dollari USA, mentre il valore delle importazioni era di 105 461 milioni di dollari USA.

### Trasporti e vie di comunicazione

#### Ferrovie

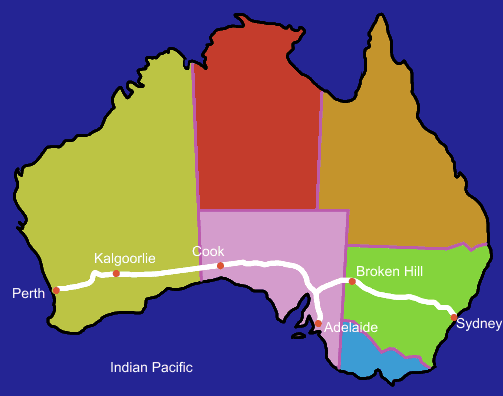
Il percorso della linea ferroviaria Indian Pacific

La rete ferroviaria è poco sviluppata. Il sistema ferroviario è stato realizzato in gran parte nel XX secolo con un impianto a raggiera dai porti verso l'interno. In totale si calcolano 9474 km di ferrovie, gestite dal governo federale. Di questi, ben 4 376 corrispondono alla linea ferroviaria più lunga al mondo dopo la Transiberiana: la Indian Pacific. Essa collega Sydney a Perth attraversando tre Stati (Nuovo Galles del Sud, Australia Meridionale e Australia Occidentale) dal lato orientale a quello occidentale del continente; il viaggio dura circa tre giorni.
La Indian Pacific è la linea più giovane del sistema ferroviario australiano, è stata costituita nel 1970. La Indian Pacific ha avuto il merito di unificare lo scartamento dei binari degli Stati attraversati, a quello standard più diffuso nel mondo (1435 mm). Infatti, precedentemente, ogni Stato aveva un "suo scartamento": il Nuovo Galles del Sud adottava quello a 1500 mm; il Victoria 1600 mm; il Queensland e l'Australia Occidentale lo scartamento di 1016 mm (3 piedi); mentre l'Australia Meridionale adottava tutti e tre i tipi di scartamento.

#### Rete stradale

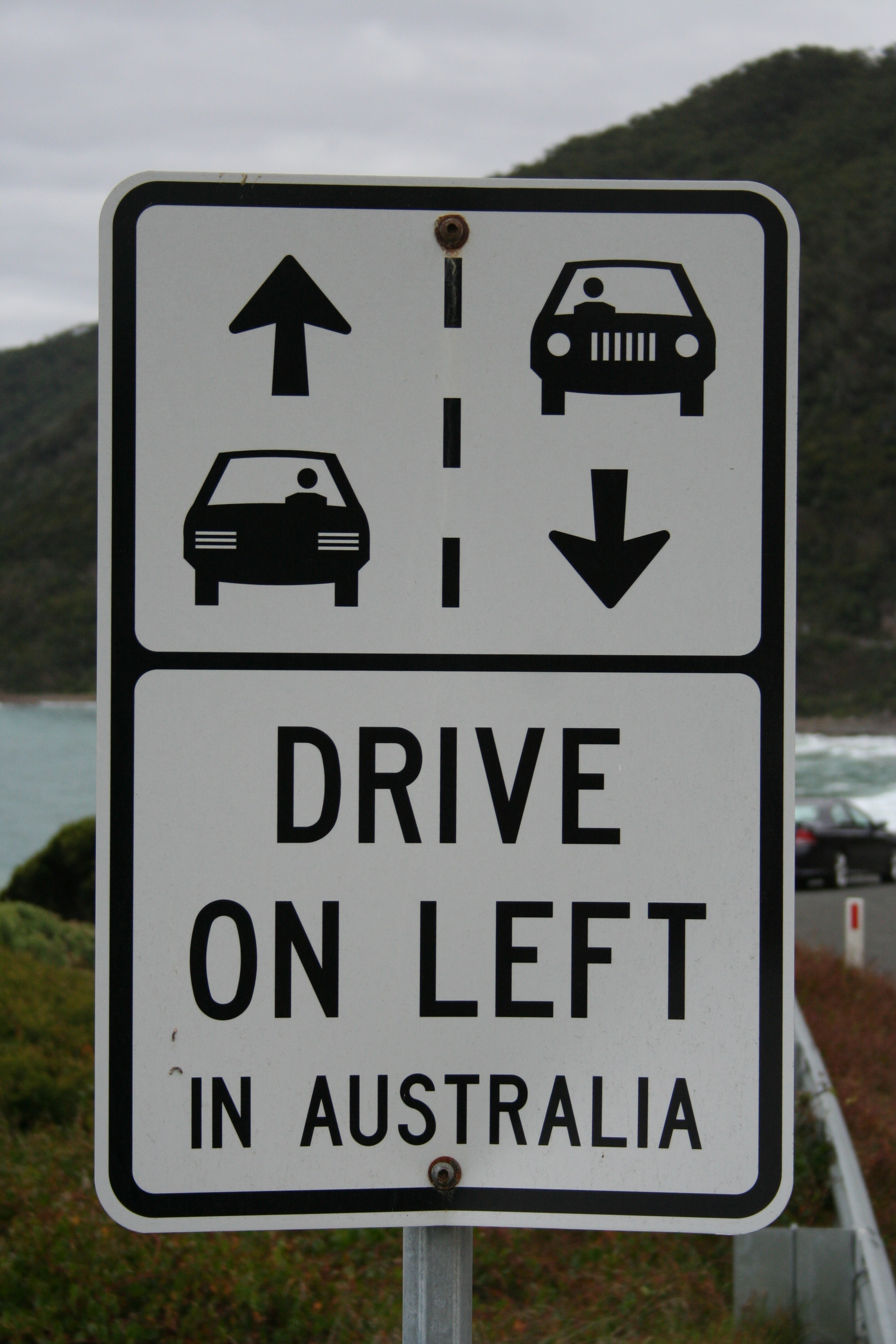
Un cartello sulla Great Ocean Road, in Australia, che ricorda agli stranieri di mantenere la sinistra

La rete stradale principale unisce le varie capitali degli Stati e si estende per 913000 km, dei quali solo 353331 sono asfaltati. Il senso di marcia è tenendo la sinistra. L'Australia è il secondo paese al mondo con il più alto tasso di proprietari d'automobili, e detiene il terzo più alto livello di consumo di carburanti al mondo. Non a caso nel 1997 erano immatricolate oltre 12 milioni di automobili (pari a 601 veicoli per 1 000 abitanti).
Perth, Adelaide e Brisbane sono classificate fra le città al mondo più dipendenti dall'uso di automobili. Inoltre l'Australia, assieme a Canada e Stati Uniti, è uno dei paesi dove si ha il più alto livello di distanze chilometriche percorse da un'auto.
In Australia ci sono tre tipi di strade:
- Federal Highways
- State Highways
- strade locali

Si tenga presente che in inglese per highway s'intende una grande varietà di tipi di strade (dalle autostrade, alle strade a due corsie, ai sentieri e, addirittura, le idrovie). Una famosa strada sterrata è la Pista di Birdsville lunga 517 km che si snoda nell'outback australiano.

#### Trasporto aereo

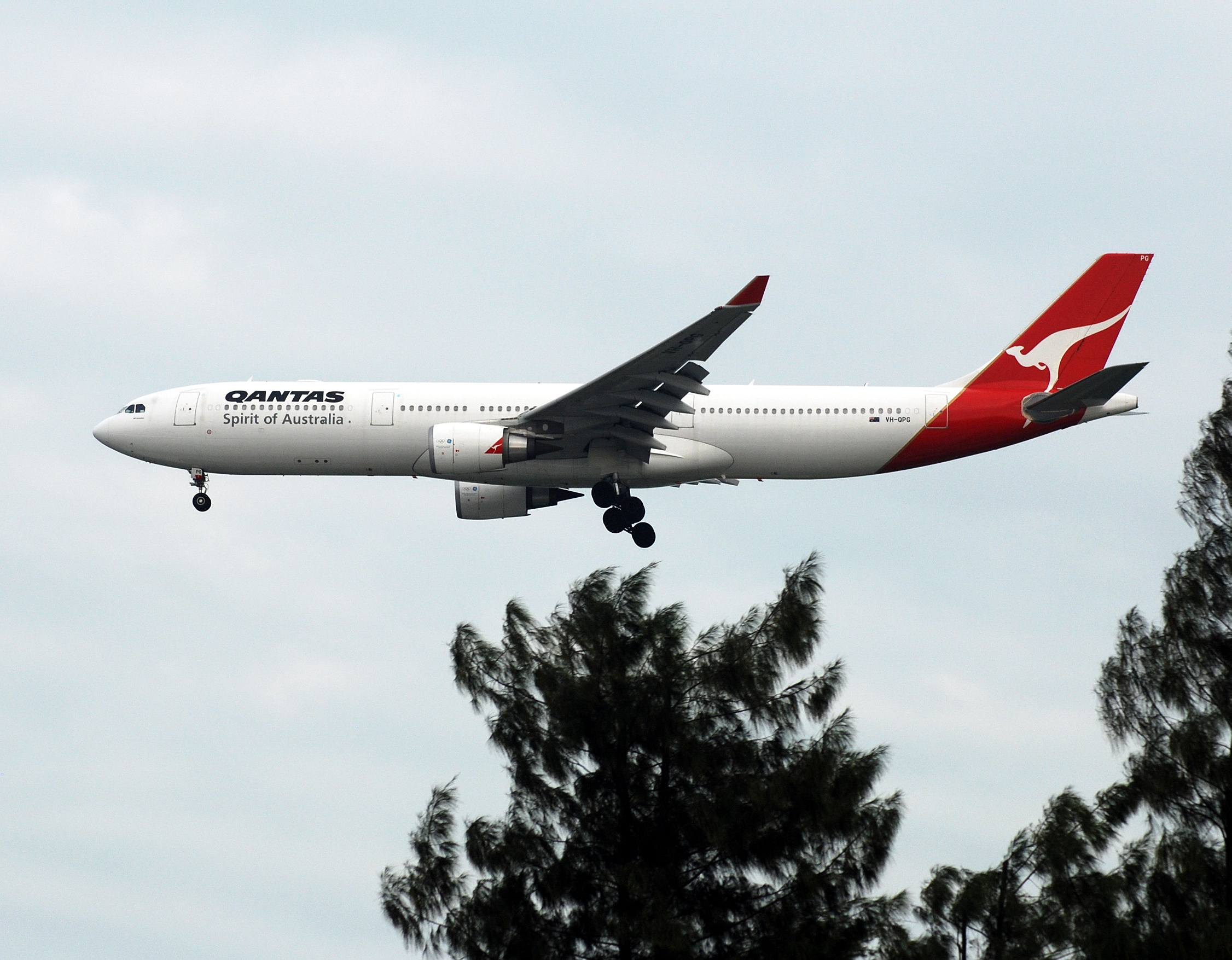
Un Airbus A330-300 della Qantas in atterraggio a Singapore

Molto più efficiente la rete aerea che collega le principali città ai centri più remoti. A causa delle grandi distanze, esso è il mezzo più impiegato dagli australiani. I due aeroporti intercontinentali si trovano a Sydney (Kingsford Smith) e a Melbourne (Tullamarine).
L'Australia dispone di una compagnia aerea di bandiera, la Qantas, che la collega con tutto il mondo.

#### Navigazione
Esistono in tutta l'Australia oltre 70 importanti porti commerciali, soprattutto situati lungo la costa orientale. Il maggior scalo è Sydney.

## Ambiente

### Aree naturali protette
L'Australia conta un'estesa rete di aree naturali protette che coprono circa il 15% del territorio nazionale e circa il 50% delle acque territoriali.
L'Australia è il paese con la "più grande impronta ecologica" pro capite al mondo nel 2017.

### Flora
La flora dell'Australia è ricca e diversificata e la vegetazione è prevalentemente costituita da piante sempreverdi. La flora australiana è distribuita in tre zone principali: la zona tropicale, lungo i margini settentrionali del continente e in parte delle coste orientali; la zona temperata lungo la costa sud-orientale, compresa la Tasmania; e la zona interna, caratterizzata da clima monsonico e da temperatura elevata, è coperta da fitte foreste per lo più di alberi non perenni. Lungo la costa nord-orientale, sono diffuse le foreste pluviali, palme, felci e piante rampicanti crescono rigogliose insieme a querce, frassini, cedri, faggi e vegetazione di sottobosco, mentre le mangrovie (con le loro tipiche radici aeree) si sviluppano lungo l'umida fascia costiera settentrionale. All'interno si trova la savana. La zona temperata è caratterizzata prevalentemente da piante che si adattano a un clima e a un suolo costantemente aridi (o anche dette xerofite), dalla savana da foreste di eucalipto, da foreste pluviali temperate e da vegetazione alpina sulle Alpi australiane e sui rilievi della Tasmania. Il pino, albero non originario dell'Australia, cresce lungo le coste orientali e in Tasmania. La Tasmania è caratterizzata da boschi di faggi e da una vegetazione molto simile a quella della Nuova Zelanda. Nelle regioni interne predominano la savana, la steppa e le praterie semi-aride, con flora molto scarseggiante.

### Fauna
In Australia vivono fino a 300 000 diverse specie di animali, di cui solo 100 000 sono state classificate e contate. Si tratta di una fauna tipica, presente in Australia fin dall'epoca in cui il continente era parte del Gondwana, con molte caratteristiche comuni alla fauna della Nuova Guinea e a quella del Sudafrica. Dal Gondwana derivano gli unici mammiferi ovipari al mondo: l'ornitorinco, che vive nei fiumi dell'Australia sud-orientale, e l'echidna che è presente anche in Nuova Guinea. Nonostante vivano anche in America meridionale, sono caratteristici dell'Australia i mammiferi marsupiali, dei quali il più noto è il canguro, di cui esistono circa 50 specie, diffuse nella zona temperata e nella zona tropicale. Tipici dell'Australia sono anche marsupiali più piccoli, tra questi vi sono l'opossum e il koala; cibandosi unicamente di foglie di eucalipto, quest'ultimo è stato gravemente minacciato dalla distruzione dei boschi ed è specie protetta in tutta l'Australia. I soli mammiferi placentati che vivono in Australia - roditori, pipistrelli e il dingo (cane selvatico) - sono di origine asiatica; si ritiene che possano essere stati gli aborigeni a portare nella regione il dingo, un predatore notturno che si nutre soprattutto di pecore. Tra i rettili presenti nel continente figurano due specie di coccodrilli, tra cui il coccodrillo marino, il più grande del pianeta. Tra le varie specie di lucertole vi sono il moloch e la tiliqua dalla lingua blu. In Australia si trovano circa 100 specie di serpenti velenosi, quali il taipan dell'interno (Oxyuranus microlepidotus), considerato il serpente dal veleno più potente al mondo, e la vipera della morte. I mari australiani ospitano una grande varietà di pesci e di mammiferi acquatici. Nelle acque meridionali si trovano numerose specie di balene, mentre la foca abita la costa meridionale, le isole nello stretto di Bass e la Tasmania. Nelle acque australiane vivono circa 70 specie di squali, molte dei quali pericolose per l'uomo. Anche nelle acque dolci vivono specie tipiche ed endemiche, come il merluzzo del murray e l'anguilla australiana. Sono presenti nel territorio anche varie specie ittiche alloctone e invadenti come la trota iridea.

## Cultura

### Pittura e scultura
Come in tutte le civiltà la prima forma di pittura fu quella rupestre, che possiamo trovare in svariate località dell'Australia settentrionale e consiste in una sequenza di diversi stili legati ai diversi periodi storici. I materiali tradizionali impiegati nella pittura aborigena erano acqua o saliva mescolate con ocra e altri coloranti minerali, sangue di canguro e resine. Come strumenti si usavano semplici pennelli, bastoncini, o le dita. Piuttosto diffusa era anche una tecnica che consisteva nel riempirsi la bocca di pittura e spruzzarla sulla superficie da dipingere, con un effetto simile a quello della moderna pittura a spruzzo. Oltre a dipingersi il corpo, gli aborigeni dipingevano le pareti rocciose e la corteccia degli alberi (soprattutto dell'eucalipto melaleuca, nella zona di Arnhem). In alcune zone, e in particolare nella zona di Papunya, disegnavano direttamente sulla sabbia del deserto australiano.
Nella pittura su corteccia si utilizzano parti lisce e prive di nodi, preferibilmente ricavate dall'albero durante la stagione umida. La corteccia veniva poi pulita della scorza esterna più dura con uno strumento appuntito, riscaldata al fuoco, e appiattita calpestandola o schiacciandola con grossi sassi. Una volta dipinta, veniva applicato un fissante, tipicamente succo di orchidea.
- Graffiti aborigeni nel Parco Nazionale del Kakadu, Territorio del Nord.

Nella pittura rupestre aborigena tradizionale venivano utilizzate pareti rocciose spesso situate all'interno di caverne o in luoghi difficilmente accessibili. I luoghi scelti per la pittura avevano spesso un importante significato spirituale o religioso nella cultura locale, e non raramente i nuovi dipinti venivano realizzati sulla stessa parete usata per dipinti più antichi, che ne risultavano coperti. Alcuni dipinti rupestri in luoghi come Kakadu o Uluru risultano dalla sovrapposizione di decine o centinaia di strati.
- Scultura aborigena.

Le sculture lignee aborigene rappresentano spesso i Mimi, creature mitologiche simili a piccoli uomini. Altri oggetti realizzati in legno la cui realizzazione ha talvolta valenza artistica sono i boomerang, i coolamons, i bullroarer, i didjeridoo e perfino i "bastoncini per scavare" (digging sticks). Le decorazioni di questi oggetti, soprattutto con tecniche in stile dot art, sono però più tipiche dell'arte moderna (e alla vendita di souvenir turistici) che propri della tradizione aborigena.

### Patrimoni dell'umanità
Numerosi siti dell'Australia sono stati iscritti nella Lista dei patrimoni dell'umanità dell'UNESCO.

### Musica
Per quanto riguarda la musica indigena, sembra certa l'influenza della cultura musicale dei Maori, basata su strumenti percussivi e ritmici, aventi il compito di accompagnare canti e danze, talvolta inseriti all'interno di riti propiziatori e di iniziazione. Tra gli strumenti a fiato troviamo il famoso didgeridoo.
Negli ultimi secoli, sotto l'ìnfluenza della musica colta europea sono stati fondati a Sydney la Philharmonic Society (1820), un buon numero di teatri lirici e istituti musicali. Nel Novecento si è intensificata l'attività di studiosi musicali, di compositori e di musicisti, tra i quali si annoverano il direttore d'orchestra Denis Vaughan e Nellie Melba, una delle più importanti cantanti d'opera del mondo. Dame Joan Sutherland, cantante d'opera attiva a livello internazionale nella seconda metà del Novecento, è considerata con Maria Callas e Montserrat Caballé fra i più influenti soprani del secolo. È stata la prima artista australiana a vincere un Grammy Award nel 1962, e una sala del teatro dell'opera di Sydney è a lei intitolata.
I Tame Impala, gruppo rock psichedelico, sono originari di Perth e si sono affermati sulla scena mondiale nell'ultimo decennio. Gli AC/DC grande band hard rock famosa in tutto il mondo, sono australiani d'origine scozzese, così come i Bee Gees altro gruppo musicale famoso in tutto il mondo a partire dagli anni sessanta e classificati fra i cinque artisti di maggior successo della storia della musica con oltre 220 milioni di dischi venduti, sono australiani d'origine dell'Isola di Man. Sono australiani anche gli INXS, uno dei più grandi gruppi pop-rock degli anni '80-'90, con circa 70 milioni di album venduti in tutto il mondo, formatosi a Sydney ed attivi fino alla prematura scomparsa del cantante Michael Hutchence, avvenuta in circostanza tragiche il 22 novembre del 1997. Grande artista di fama mondiale è la cantautrice Kylie Minogue, nota, tra l'altro, per il brano Can't Get You Out of My Head (2001), nonché attrice della serie televisiva Neighbours, originaria di Melbourne, rappresentata anche in una statua di bronzo nel centro della città natale. Altri artisti famosi sono Holly Valance, la star australiana di Kiss Kiss, Down Boy, Natalie Imbruglia, Lisa Gerrard e Delta Goodrem. Sono australiani anche i Karnivool, uno dei gruppi progressive rock più famosi, i Men at Work e i Savage Garden.
Uno dei protagonisti della scena musicale australiana è Nick Cave, fondatore della storica rock-band the Birthday Party e leader dei Nick Cave and the Bad Seeds, noti e apprezzati in tutto il globo. Nota la musica rock australiana. Negli anni dieci del XXI secolo, nel panorama musicale australiano si affermò prepotentemente il metalcore, un genere combinante hardcore e metal, che ha riscosso moltissimo successo localmente, sia in termini di fanbase sia di vendite, e ha portato gli artisti australiani a dominare l'intera scena mondiale, con band quali Parkway Drive, The Amity Affliction, I Killed the Prom Queen, Northlane, In Hearts Wake, Thy Art Is Murder (questi deathcore, sottogenere influenzato dal death metal), Buried In Verona e Deez Nuts (quest'ultimi quasi esclusivamente hardcore punk). Nel campo dell'elettronica è invece da segnalare il gruppo musicale drum and bass Pendulum, divenuta famosa in Europa anche per il remix di Voodoo People degli inglesi The Prodigy. Noto il duo di musica elettronica Empire of the Sun nato nel 2008. Negli anni 2010 si sono affermati anche la rapper Iggy Azalea e il gruppo pop rock 5 Seconds of Summer. Nota esponente del genere musicale, cosiddetto indie pop, è Tones and I con singoli famosi come Dance Monkey (2019). Inoltre nel 2021 il rapper Masked Wolf è stato candidato all'American Music Awards.
Alcuni danno credito ai King Gizzard and the Lizard Wizard e ai Tame Impala per aver creato l'attuale scena rock psichedelica australiana e molti considerano il rock psichedelico la principale esportazione musicale dell'Australia nei tempi moderni, annoverando anche band come Psychedelic Porn Crumpets, Pond, Orb, Gum e altre come prova di questa affermazione.

### Cinema
Fra le serie televisive australiane vi sono le celebri: H2O, Blue Water High, Neighbours e Sea Patrol.
Alcuni dei film australiani di maggior successo comprendono Picnic ad Hanging Rock (1975) di Peter Weir; Interceptor (Mad Max), del 1979, diretto da George Miller (nella parte del protagonista Max un giovanissimo Mel Gibson, attore che fu lanciato grazie a questo film); Gli anni spezzati (Gallipoli) (1981) di Peter Weir; L'uomo del fiume nevoso (1982); Mr. Crocodile Dundee (1986); Priscilla - La regina del deserto (1994) di Stephan Elliott; Babe - Maialino coraggioso (1995) di Chris Noonan; 10 canoe, un film del 2006 diretto da Rolf de Heer e Peter Djigirr ed è il primo lungometraggio realizzato interamente in lingua australiana aborigena; Australia (2008), un kolossal epico diretto da Baz Luhrmann, con protagonisti Nicole Kidman e Hugh Jackman. Tracks - Attraverso il deserto, un film del 2013 diretto da John Curran con protagonista Mia Wasikowska. Il film è tratto dal libro autobiografico Orme (Tracks), che racconta la vera storia di Robyn Davidson, che nel 1977 attraversò il deserto australiano. Il primo film australiano candidato per l'Oscar al miglior film straniero fu, nel 2017, Tanna diretto da Martin Butler e Bentley Dean. Precedentemente un altro film Samson and Delilah, diretto dal regista Warwick Thornton, è entrato, nel 2010, nella "short-list" dei nove candidati per l'Oscar al miglior film straniero. Tra le attrici che hanno ricevuto numerosi riconoscimenti internazionali ricordiamo Cate Blanchett.

### Letteratura
La letteratura australiana si afferma per la prima volta nel periodo coloniale con gli scrittori Banjo Paterson, autore della famosa ballata Waltzing Matilda, proposta anche come inno nazionale, e Henry Lawson. Adam Lindsay Gordon è considerato invece il poeta nazionale dell'Australia. Nel 1973 lo scrittore Patrick White vince il Premio Nobel per la Letteratura.

### Scienza e tecnologia

#### Medicina

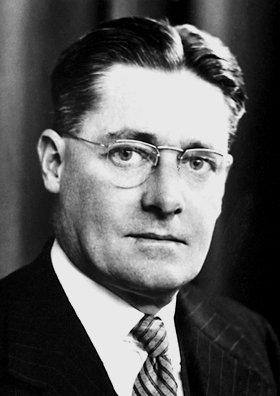
Howard Walter Florey.

Tra le personalità scientifiche australiane un posto importante lo occupa Howard Walter Florey, Premio Nobel per la medicina (assieme ad Alexander Fleming e a Ernst Boris Chain) nel 1945, che ha contribuito all'utilizzo terapeutico della penicillina e considerato spesso scopritore delle proprietà della penicillina.

#### Fisica
L'importante contributo di William Lawrence Bragg e l'analisi della struttura cristallina tramite i raggi X (Legge di Bragg); fu Premio Nobel per la fisica, nel 1915.

#### Aviazione
Per quanto concerne l'aviazione, ricordiamo le imprese di Maude Bonney, prima donna a volare da sola, nel 1933, dall'Australia all'Inghilterra.

#### L'Australia nello spazio
- 29 novembre 1967: viene lanciato WRESAT, il primo satellite australiano.
- Andrew Thomas è il primo australiano a volare nello spazio[71].
- 13 ottobre 2021: Chris Boshuizen è il primo cittadino australiano ad andare nello spazio

#### Invenzioni celebri
Nel 1957 venne sviluppato il primo prototipo di scatola nera il cui inventore fu David Warren.

## Sport

### Football australiano
Il football australiano (in inglese Australian rules football) è di fatto lo sport nazionale del Paese. Nato nel 1859 nello stato di Victoria, vanta circa 600 000 praticanti su tutto il territorio nazionale; tale sport è governato dalla Australian Football League (AFL).

### Cricket
Tra gli sport di squadra dove l'Australia compete internazionalmente ad alto livello, è da rimarcare il cricket, in cui la Nazionale ha vinto sei titoli di campione del mondo (1987, 1999, 2003, 2007, 2015 e 2023).
Tra i grandi crickettisti va ricordato Donald Bradman, considerato il più grande battitore di tutti i tempi.

### Rugby
Nel rugby a 13 l'Australia è campione del mondo in carica e ha vinto dieci delle quattordici edizioni della Coppa del Mondo; nel rugby a 15 ha vinto la Coppa del Mondo nel 1991 e nel 1999 ed è stata finalista nel 2003 e nel 2015; i due codici del rugby hanno il loro nucleo forte negli Stati del Nuovo Galles del Sud (compreso, per vicinanza territoriale, il territorio della Capitale Australiana) e del Queensland. Nel rugby a 13 le rappresentative di questi due Stati danno annualmente luogo a un evento chiamato State of Origin: a rappresentare tali due squadre sono giocatori che militano a livello professionale in una squadra di club dello Stato di appartenenza oppure siano nativi di tale Stato. Nel rugby a 15 le uniche squadre australiane ad avere vinto il titolo del Super Rugby, competizione che vede alla partenza anche squadre sudafricane e neozelandesi, sono state a tutto il 2019 i Brumbies (Canberra), i Queensland Reds (Brisbane) e gli Waratahs, che rappresentano il Nuovo Galles del Sud.

### Nuoto
Il nuoto è largamente praticato e, nel medagliere olimpico, negli sport acquatici l'Australia vanta il secondo posto dietro gli Stati Uniti; famosi nuotatori australiani sono stati Fanny Durack, la più grande nuotatrice al mondo di tutte le distanze, dagli sprint freestyle alla miglio maratona dal 1910 al 1918; Dawn Fraser, vincitrice dei 100 metri stile libero in tre Olimpiadi consecutive (Melbourne 1956, Roma 1960 e Tokyo 1964); Murray Rose, vincitore di sei medaglie complessivamente in due edizioni olimpiche (1956 e 1960); Shane Gould, vincitrice di tre medaglie olimpiche a Monaco di Baviera nel 1972; Ian Thorpe, vincitore di nove medaglie tra le Olimpiadi del 2000 a Sydney e del 2004 ad Atene.

### Tennis
Nel tennis l'Australia vanta 28 vittorie nella Coppa Davis (l'ultima nel 2003) e, a livello femminile, 7 vittorie nella Fed Cup (l'ultima nel 1974); Rod Laver fu il primo tennista a vincere due volte il Grande Slam (i quattro tornei maggiori del circuito tennistico, gli Australian Open, gli Open di Francia, il torneo di Wimbledon e gli U.S. Open), la prima volta da dilettante nel 1962 e la seconda volta da professionista nel 1969. Altri tennisti famosi sono stati Ken Rosewall, Roy Emerson, John Newcombe, Pat Cash, Pat Rafter, Mark Philippoussis e Lleyton Hewitt. Per quanto riguarda il tennis femminile, Margaret Smith Court è la tennista con più vittorie agli Australian Open (11) e in generale la tennista con più vittorie nei tornei del Grande Slam (24), oltre a essersi aggiudicata il Grande Slam nel 1970. In tempi più recenti si è distinta Ashleigh Barty, fino ad arrivare al numero 1 della classifica Women's Tennis Association nel 2019.

### Automobilismo
Anche nell'automobilismo, in particolare nella Formula 1, gli australiani hanno iscritto il loro nome nell'albo d'oro: Jack Brabham vinse tre volte il campionato mondiale, nel 1959, nel 1960 e nel 1966, mentre Alan Jones lo vinse nel 1980, Dal 1986 si corre il Gran Premio d'Australia. In Australia è molto seguito il campionato nazionale Supercars. Ogni anno sul circuito di Mount Panorama si disputano la 12 Ore di Bathurst e la Bathurst 1000, quest'ultima in grado di attirare 200 000 spettatori dal vivo. Nel 2018 Will Power ha trionfato nella 500 Miglia di Indianapolis. Dal 1989 l'Australia ospita annualmente una tappa del WRC (FIA World Rally Championship), a volte alternandosi con la vicina Nuova Zelanda. A livello locale i rallies sono per lo più su terra; l'Australia vanta un campionato nazionale e negli anni diverse gare hanno fatto parte del Fia Asia-Pacific Rally Championship.

### Motociclismo
L'Australia vanta una certa tradizione nel motociclismo, sia a livello di competizione, sia a quello di organizzazione. Dal 1989 è ricorrente il Gran Premio motociclistico d'Australia a Phillip Island, considerato tra i più importanti eventi del Motomondiale, e recentemente anche del campionato mondiale di Superbike. L'Australia nel corso del tempo ha avuto diversi alfieri nelle principali competizioni mondiali (MotoGP e Superbike), alcuni di loro laureatisi campioni del mondo, tra i quali spiccano Wayne Gardner, Michael Doohan, Casey Stoner, Troy Bayliss, Troy Corser, Jack Miller, Remy Gardner e Chris Vermeulen. Dal 1987, ininterrottamente, in Australia si organizza la principale competizione nazionale di corse motociclistiche su derivate di serie, l'Australian Superbike Championship.

### Calcio
Discreto seguito, specialmente nelle comunità di immigrati italiani e croati, riscuote il calcio, che assurse per la prima volta alla ribalta internazionale nel 1974, quando la nazionale australiana si qualificò al campionato mondiale ospitato dalla Germania Ovest; ripeté l'impresa trentadue anni più tardi, nel 2006, nel mondiale ospitato ancora in Germania. Singolarmente, la selezione calcistica australiana vanta il record dell'incontro internazionale vinto con il massimo scarto, il 31-0 inflitto nel 2001 alle Samoa Americane nel corso delle qualificazioni al campionato del mondo 2002. La nazionale australiana è stata, tra l'altro, campione d'Oceania per ben quattro volte; il capocannoniere attuale è Tim Cahill, con 50 reti. Il massimo campionato di calcio australiano si chiama A-League Men.

### Ciclismo
Il ciclista australiano su strada più titolato è Cadel Evans, vincitore del campionato mondiale del 2009 e del Tour de France 2011.
Dal 1999 si disputa in Australia il Tour Down Under, la prima corsa a tappe del calendario UCI World Tour.

### Giochi olimpici
L'atleta australiano più titolato è Ian Thorpe, nel nuoto, con 5 ori, 3 argenti e un bronzo.
Il primo titolo olimpico (e anche prima medaglia olimpica) per l'Australia fu conquistato da Edwin Flack, nell'atletica leggera, ai Giochi olimpici di Atene 1896.
L'Australia ha ospitato due edizioni delle Olimpiadi estive, a Melbourne nel 1956 e a Sydney nel 2000. Ospiterà l’edizione 2032 a Brisbane.

## Gastronomia

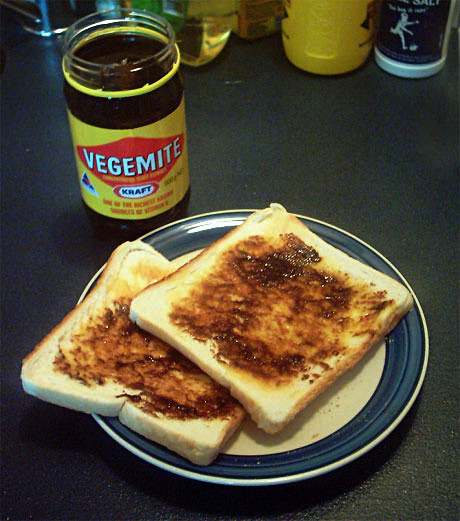
Vegemite spalmata su un toast

È difficile parlare di una vera e propria cucina australiana, in quanto nel corso dei secoli numerosi sono stati gli immigrati che hanno portato con sé le proprie abitudini culinarie. Troviamo quindi una cucina leggera e semplice ma con ogni tipo di influsso, dal mediterraneo all'asiatico.
Molto apprezzata è la carne cotta sulla griglia, generalmente bistecche ma anche carne di canguro o di coccodrillo; mentre piatti a base di crostacei sono presenti principalmente nella zona costiera. Tra le specialità della cucina australiana vi è la Vegemite, salsa fatta con lo scarto del lievito della birra e utilizzata in particolare durante la colazione in sostituzione della marmellata, e le torte di carne (meat pies). Molte le spezie caratteristiche del luogo che vengono usate per insaporire le pietanze, tra cui ricordiamo la noce Baphal o del bush, utilizzata al naturale o tostata. Da non dimenticare che l'Australia è un'ottima produttrice di vini freschi e di ottima qualità, apprezzati in tutto il mondo.
I dolci australiani più rinomati sono i lamington (una pasta dolce ricoperta di cioccolata e granella di cocco), la Pavlova, una torta con meringa, crema e panna, ricoperta di frutta, solitamente fragole, banane, kiwi, melograno e frutto della passione e la Frog cake, un dessert a forma di testa di rana con la bocca aperta. Un altro dolce australiano molto apprezzato è lo sticky date pudding, preparato con una base di datteri, crema di caramello e gelato alla vaniglia. Tipici spuntini originari proprio dell'Australia sono costituiti dal fairy bread.

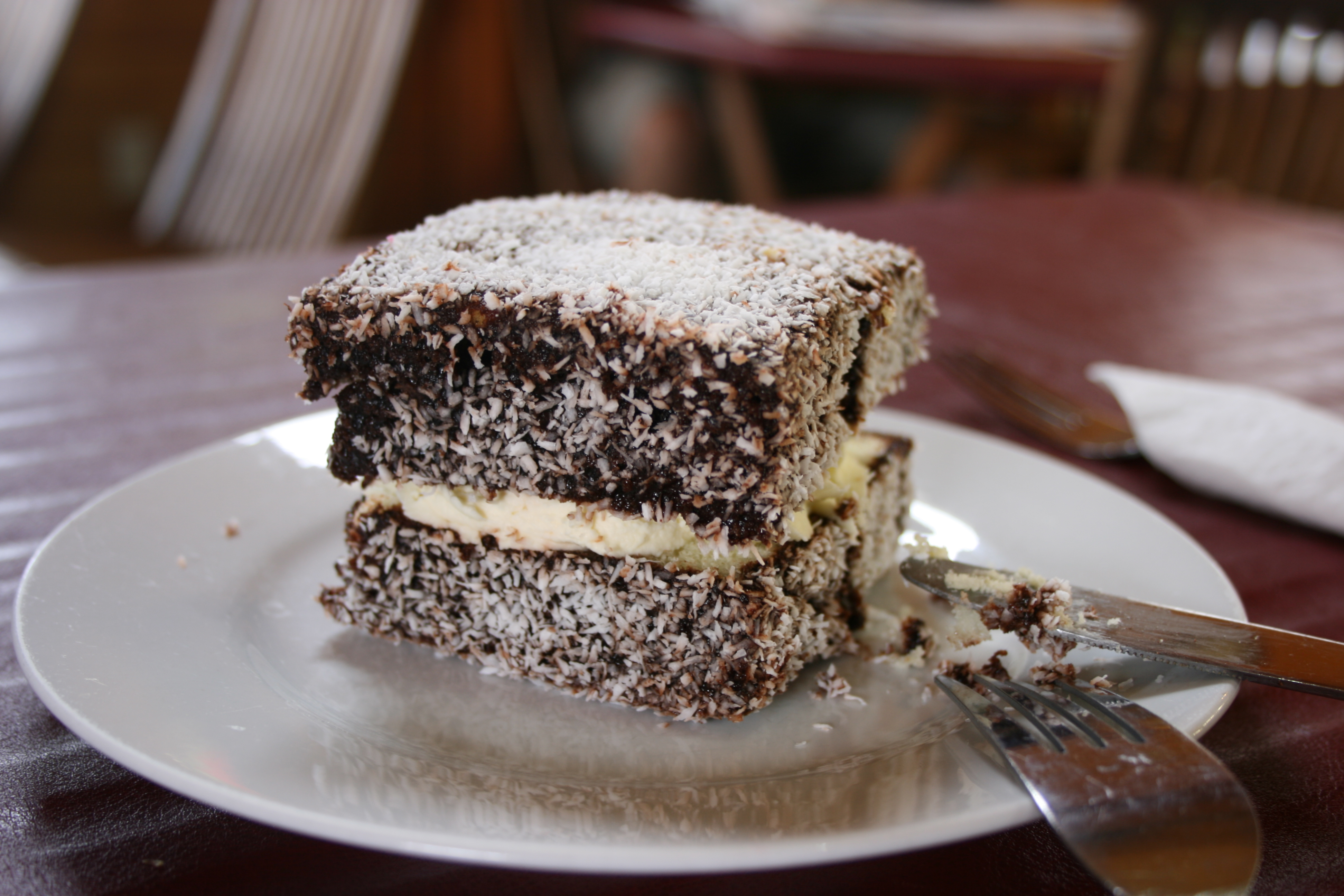
Dolcetto Lamington
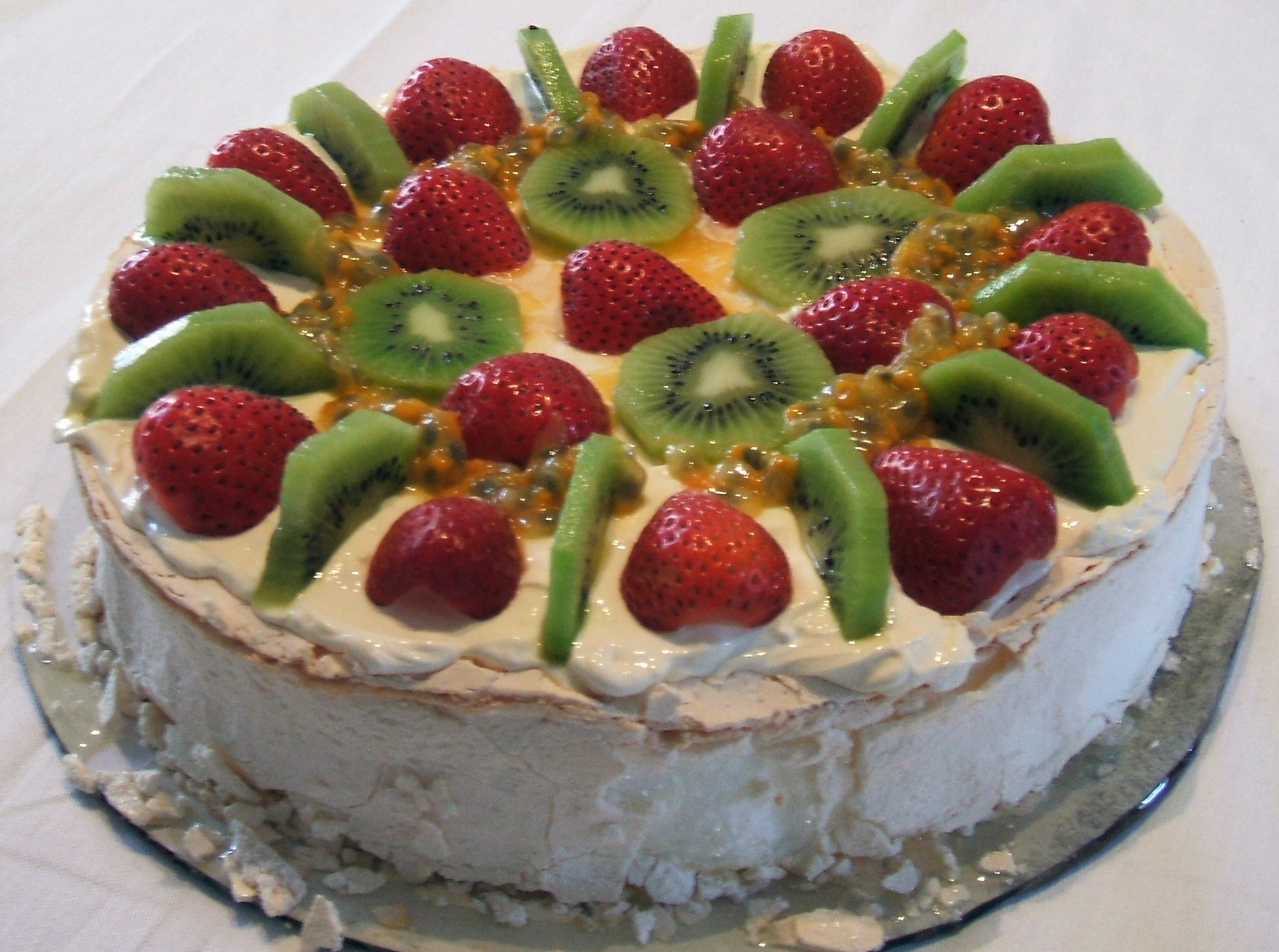
Torta Pavlova con frutta
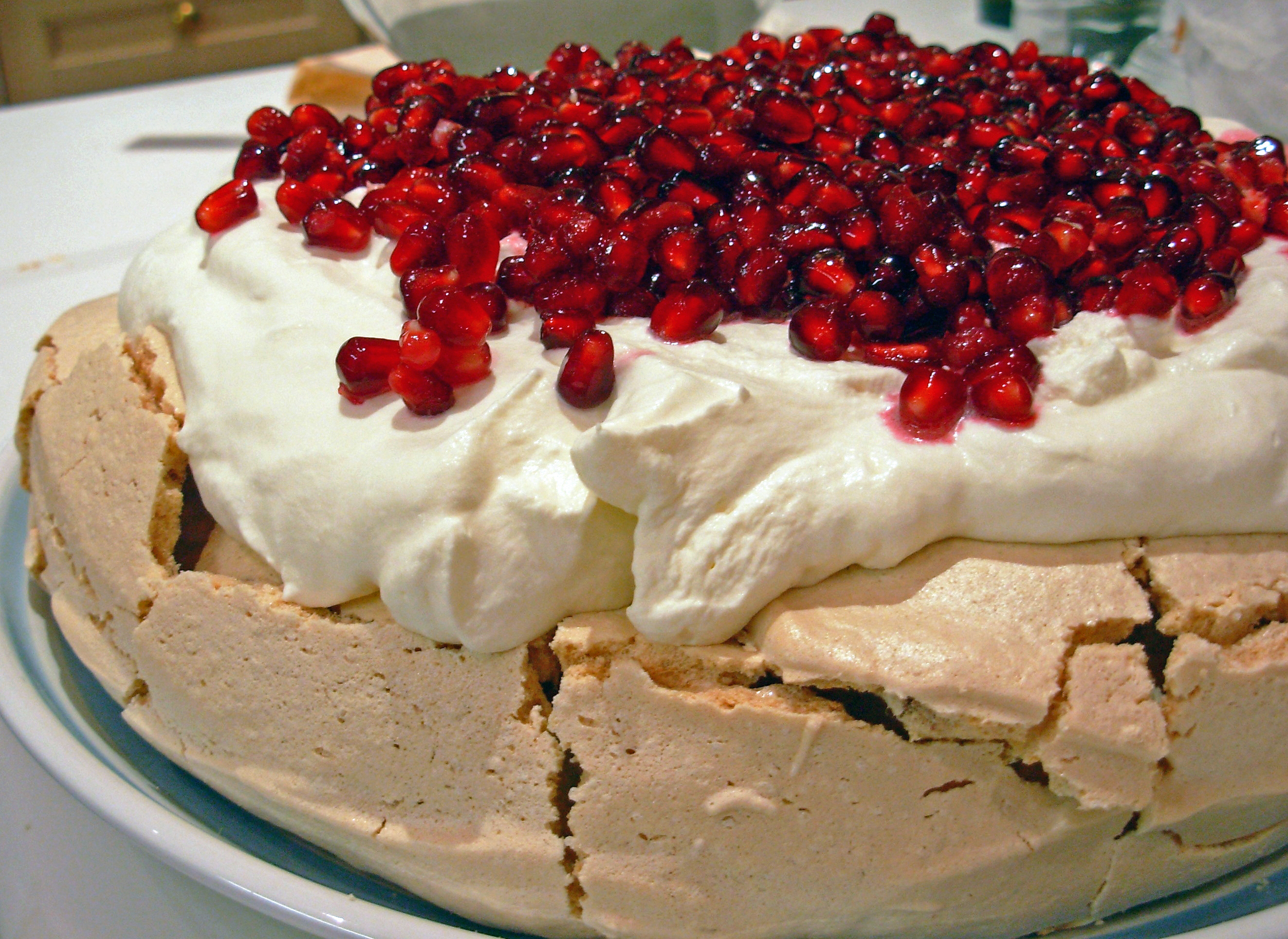
Pavlova di Natale

## Festività
| Data                                                    | Festività                                                             |
| ------------------------------------------------------- | --------------------------------------------------------------------- |
| 1º gennaio                                              | Capodanno                                                             |
| 26 gennaio                                              | Australia Day                                                         |
| Venerdì santo                                           | Pasqua                                                                |
| Sabato santo (eccetto Victoria e Australia Occidentale) |                                                                       |
| Lunedì dell'Angelo                                      | Pasqua                                                                |
| 25 aprile                                               | ANZAC Day                                                             |
| primo lunedì dopo o il 9 giugno                         | Trooping the Colour Compleanno del Re (eccetto Australia Occidentale) |
| 25 dicembre                                             | Natale                                                                |
| 26 dicembre                                             | Santo Stefano                                                         |

L'Australia ha inoltre una festa chiamata festa del Mondo dove ogni anno viene festeggiato un diverso Stato del mondo.